# Colonna sonora di Glee
Questa voce contiene informazioni riguardanti le canzoni appartenenti alla colonna sonora della serie televisiva statunitense Glee (serie televisiva)|Glee.
Nelle tabelle sottostanti sono evidenziate:
- in grigio le canzoni pubblicate negli album della serie.
- in azzurro le canzoni pubblicate negli album ma non interpretate negli episodi.
- in rosa è utilizzato l'audio originale della canzone per una performance di danza.
- non evidenziate le canzoni interpretate ma non pubblicate.

In fondo alla pagina le canzoni tagliate dagli episodi e non contenute in nessun album della serie.

## Prima stagione

### Voci fuori dal coro
| Titolo della canzone                                                | Artista originale        | Interpretata da                |
| ------------------------------------------------------------------- | ------------------------ | ------------------------------ |
| Where Is Love?                                                      | Oliver!                  | Hank Saunders e Sandy Ryerson  |
| Respect                                                             | Aretha Franklin          | Mercedes Jones                 |
| Mr. Cellophane                                                      | Chicago                  | Kurt Hummel                    |
| I Kissed a Girl                                                     | Katy Perry               | Tina Cohen-Chang               |
| On My Own                                                           | Les Misérables           | Rachel Berry                   |
| Sit Down, You're Rockin' the Boat                                   | Guys and Dolls           | Nuove Direzioni                |
| Can't Fight This Feeling                                            | REO Speedwagon           | Finn Hudson                    |
| Lovin', Touchin', Squeezin'                                         | Journey                  | Finn Hudson e Darren           |
| You're the One That I Want                                          | Grease                   | Nuove Direzioni                |
| Rehab                                                               | Amy Winehouse            | Vocal Adrenaline               |
| Leaving on a Jet Plane                                              | John Denver              | Will Schuester                 |
| That's the Way (I Like It) / (Shake, Shake, Shake) Shake Your Booty | KC and the Sunshine Band | McKinley High Glee Club - 1993 |
| Don't Stop Believin'                                                | Journey                  | Nuove Direzioni                |

### La strada per il successo
| Titolo della canzone  | Artista originale           | Interpretata da                                 |
| --------------------- | --------------------------- | ----------------------------------------------- |
| Le Freak              | Chic                        | Nuove Direzioni                                 |
| Gold Digger           | Kanye West feat. Jamie Foxx | Will Schuester e Nuove Direzioni                |
| All by Myself         | Eric Carmen                 | Emma Pillsbury                                  |
| Push It               | Salt-n-Pepa                 | Nuove Direzioni                                 |
| I Say a Little Prayer | Dionne Warwick              | Quinn Fabray, Santana Lopez e Brittany Pierce   |
| Take a Bow            | Rihanna                     | Rachel Berry, Mercedes Jones e Tina Cohen-Chang |

### Acafellas
| Titolo della canzone      | Artista originale | Interpretata da                                                             |
| ------------------------- | ----------------- | --------------------------------------------------------------------------- |
| Perché è un bravo ragazzo | Canzone popolare  | Howard Bamboo, Ken Tanaka, Henri St. Pierre, Will Schuester e Sandy Ryerson |
| This Is How We Do It      | Montell Jordan    | Acafellas                                                                   |
| Poison                    | Bell Biv DeVoe    | Acafellas                                                                   |
| Mercy                     | Duffy             | Vocal Adrenaline                                                            |
| Bust Your Windows         | Jazmine Sullivan  | Mercedes Jones e Cheerios                                                   |
| I Wanna Sex You Up        | Color Me Badd     | Acafellas                                                                   |

### La scoperta di un talento
| Titolo della canzone             | Artista originale | Interpretata da                                                                     |
| -------------------------------- | ----------------- | ----------------------------------------------------------------------------------- |
| Single Ladies (Put a Ring on It) | Beyoncé           | Kurt Hummel, Brittany Pierce e Tina Cohen-Chang                                     |
| Taking Chances                   | Céline Dion       | Rachel Berry                                                                        |
| Tonight                          | West Side Story   | Tina Cohen-Chang                                                                    |
| Single Ladies (Put a Ring on It) | Beyoncé           | Kurt Hummel, Finn Hudson, Noah Puckerman, Matt Rutherford, e la squadra di football |

### Un grande ritorno
| Titolo della canzone | Artista originale | Interpretata da                |
| -------------------- | ----------------- | ------------------------------ |
| Don't Stop Believin' | Journey           | Nuove Direzioni                |
| Maybe This Time      | Cabaret           | April Rhodes e Rachel Berry    |
| Cabaret              | Cabaret           | Rachel Berry                   |
| Alone                | Heart             | April Rhodes e Will Schuester  |
| Last Name            | Carrie Underwood  | April Rhodes e Nuove Direzioni |
| Somebody to Love     | Queen             | Nuove Direzioni                |

### Vitamina D
| Titolo della canzone               | Artista originale               | Interpretata da               |
| ---------------------------------- | ------------------------------- | ----------------------------- |
| It's My Life / Confessions Part II | Bon Jovi / Usher                | Ragazzi delle Nuove Direzioni |
| Halo / Walking on Sunshine         | Beyoncé / Katrina and the Waves | Ragazze delle Nuove Direzioni |

### Guerra aperta
| Titolo della canzone   | Artista originale               | Interpretata da          |
| ---------------------- | ------------------------------- | ------------------------ |
| Hate on Me             | Jill Scott                      | Gruppo di Sue Sylvester  |
| Ride wit Me            | Nelly feat. City Spud           | Nuove Direzioni          |
| No Air                 | Jordin Sparks feat. Chris Brown | Gruppo di Will Schuester |
| You Keep Me Hangin' On | The Supremes                    | Quinn Fabray e Cheerios  |
| Keep Holding On        | Avril Lavigne                   | Nuove Direzioni          |

### L'unione imperfetta
| Titolo della canzone            | Artista originale  | Interpretata da                  |
| ------------------------------- | ------------------ | -------------------------------- |
| Bust a Move                     | Young MC           | Will Schuester e Nuove Direzioni |
| Thong Song                      | Sisqó              | Will Schuester e Emma Pillsbury  |
| What a Girl Wants               | Christina Aguilera | Rachel Berry                     |
| Sweet Caroline                  | Neil Diamond       | Noah Puckerman e Nuove Direzioni |
| Sing, Sing, Sing (With a Swing) | Louis Prima        | Sue Sylvester e Will Schuester   |
| I Could Have Danced All Night   | My Fair Lady       | Emma Pillsbury e Will Schuester  |

### Musica su 2 ruote
| Titolo della canzone | Artista originale                                      | Interpretata da            |
| -------------------- | ------------------------------------------------------ | -------------------------- |
| Dancing with Myself  | Generation X (Versione delle Nouvelle Vague)           | Artie Abrams               |
| Defying Gravity      | Wicked                                                 | Kurt Hummel e Rachel Berry |
| Proud Mary           | Creedence Clearwater Revival (Versione di Tina Turner) | Nuove Direzioni            |

### Canzoni d'amore
| Titolo della canzone                    | Artista originale                         | Interpretata da               |
| --------------------------------------- | ----------------------------------------- | ----------------------------- |
| Endless Love                            | Lionel Richie feat. Diana Ross            | Rachel Berry e Will Schuester |
| I'll Stand by You                       | The Pretenders                            | Finn Hudson                   |
| Don't Stand So Close to Me / Young Girl | The Police / Gary Puckett & The Union Gap | Will Schuester                |
| Crush                                   | Jennifer Paige                            | Rachel Berry                  |
| (You're) Having My Baby                 | Paul Anka feat. Odia Coates               | Finn Hudson                   |
| Lean on Me                              | Bill Withers                              | Nuove Direzioni               |

### Capellografia
| Titolo della canzone       | Artista originale                             | Interpretata da                         |
| -------------------------- | --------------------------------------------- | --------------------------------------- |
| Bootylicious               | Destiny's Child                               | Jane Addams Girls Choir                 |
| Don't Make Me Over         | Dionne Warwick                                | Mercedes Jones                          |
| You're the One That I Want | Grease                                        | Rachel Berry e Finn Hudson              |
| Papa Don't Preach          | Madonna (viene pubblicata una versione breve) | Quinn Fabray e Noah Puckerman           |
| Hair / Crazy in Love       | Hair / Beyoncé feat. Jay-Z                    | Nuove Direzioni                         |
| Imagine                    | John Lennon                                   | Haverbrook Deaf Choir e Nuove Direzioni |
| True Colors                | Cyndi Lauper                                  | Nuove Direzioni                         |

### La televendita
| Titolo della canzone | Artista originale | Interpretata da            |
| -------------------- | ----------------- | -------------------------- |
| Smile                | Lily Allen        | Rachel Berry e Finn Hudson |
| When You're Smiling  | Louis Armstrong   | Rachel Berry               |
| Jump                 | Van Halen         | Nuove Direzioni            |
| Smile                | Charlie Chaplin   | Nuove Direzioni            |

### Le provinciali
| Titolo della canzone               | Artista originale            | Interpretata da         |
| ---------------------------------- | ---------------------------- | ----------------------- |
| And I Am Telling You I'm Not Going | Dreamgirls                   | Mercedes Jones          |
| And I Am Telling You I'm Not Going | Dreamgirls                   | Jane Addams Girls Choir |
| Proud Mary                         | Creedence Clearwater Revival | Jane Addams Girls Choir |
| Don't Stop Believin'               | Journey                      | Haverbrook Deaf Choir   |
| Don't Rain on My Parade            | Funny Girl                   | Rachel Berry            |
| You Can't Always Get What You Want | The Rolling Stones           | Nuove Direzioni         |
| My Life Would Suck Without You     | Kelly Clarkson               | Nuove Direzioni         |

### Hell-O
| Titolo della canzone | Artista originale        | Interpretata da                |
| -------------------- | ------------------------ | ------------------------------ |
| Hello, I Love You    | The Doors                | Finn Hudson                    |
| Gives You Hell       | The All-American Rejects | Nuove Direzioni                |
| Hello                | Lionel Richie            | Rachel Berry e Jesse St. James |
| Hello Again          | Neil Diamond             | Will Schuester                 |
| Highway to Hell      | AC/DC                    | Vocal Adrenaline               |
| Hello Goodbye        | The Beatles              | Nuove Direzioni                |

### Come Madonna
| Titolo della canzone          | Artista originale               | Interpretata da                                                                               |
| ----------------------------- | ------------------------------- | --------------------------------------------------------------------------------------------- |
| Ray of Light                  | Madonna                         | Cheerios                                                                                      |
| Express Yourself              | Madonna                         | Rachel Berry, Mercedes Jones, Quinn Fabray, Tina Cohen-Chang, Santana Lopez e Brittany Pierce |
| Borderline / Open Your Heart  | Madonna                         | Rachel Berry e Finn Hudson                                                                    |
| Vogue                         | Madonna                         | Sue Sylvester, Kurt Hummel, Mercedes Jones, Santana Lopez, Brittany Pierce e Cheerios         |
| Like a Virgin                 | Madonna                         | Emma Pillsbury, Will Schuester, Jesse St. James, Rachel Berry, Finn Hudson e Santana Lopez    |
| 4 Minutes                     | Madonna feat. Justin Timberlake | Kurt Hummel, Mercedes Jones e Cheerios                                                        |
| What It Feels Like for a Girl | Madonna                         | Will Schuester e i ragazzi                                                                    |
| Like a Prayer                 | Madonna                         | Nuove Direzioni e Jesse St. James                                                             |
| Burning Up                    | Madonna                         | Jesse St. James con i Vocal Adrenaline                                                        |

### Casa
| Titolo della canzone                            | Artista originale   | Interpretata da                  |
| ----------------------------------------------- | ------------------- | -------------------------------- |
| Fire                                            | The Pointer Sisters | Will Schuester e April Rhodes    |
| A House Is Not a Home                           | Dionne Warwick      | Kurt Hummel e Finn Hudson        |
| One Less Bell to Answer / A House Is Not a Home | Barbra Streisand    | Will Schuester e April Rhodes    |
| Beautiful                                       | Christina Aguilera  | Mercedes Jones e Nuove Direzioni |
| Home                                            | The Wiz             | April Rhodes e Nuove Direzioni   |

### Cattiva reputazione
| Titolo della canzone       | Artista originale  | Interpretata da                                                                                            |
| -------------------------- | ------------------ | --- |
| Physical                   | Olivia Newton-John | Sue Sylvester                                                                                              |
| Ice Ice Baby               | Vanilla Ice        | Will Schuester e Nuove Direzioni                                                                           |
| U Can't Touch This         | MC Hammer          | Artie Abrams, Kurt Hummel, Mercedes Jones, Tina Cohen-Chang e Brittany Pierce                              |
| Physical                   | Olivia Newton-John | Olivia Newton-John e Sue Sylvester                                                                         |
| Run Joey Run               | David Geddes       | Rachel Berry, Noah Puckerman, Jesse St. James, Finn Hudson, Santana Lopez, Brittany Pierce e Sandy Ryerson |
| Total Eclipse of the Heart | Bonnie Tyler       | Jesse St. James e Nuove Direzioni                                                                          |

### Senza voce
| Titolo della canzone | Artista originale      | Interpretata da                 |
| -------------------- | ---------------------- | ------------------------------- |
| The Climb            | Miley Cyrus            | Rachel Berry                    |
| Jessie's Girl        | Rick Springfield       | Finn Hudson                     |
| The Lady Is a Tramp  | Sammy Davis, Jr.       | Noah Puckerman e Mercedes Jones |
| Pink Houses          | John Mellencamp        | Kurt Hummel                     |
| The Boy Is Mine      | Brandy e Monica        | Mercedes Jones e Santana Lopez  |
| Rose's Turn          | Gypsy: A Musical Fable | Kurt Hummel                     |
| One                  | U2                     | Nuove Direzioni                 |

### Continua a sognare
| Titolo della canzone       | Artista originale       | Interpretata da                                              |
| -------------------------- | ----------------------- | ------------------------------------------------------------ |
| Daydream Believer          | The Monkees             | Bryan Ryan                                                   |
| Piano Man                  | Billy Joel              | Will Schuester e Bryan Ryan                                  |
| Big Spender                | Sweet Charity           | Audizione Donna                                              |
| Dream On                   | Aerosmith               | Will Schuester e Bryan Ryan                                  |
| Safety Dance               | Men Without Hats        | Artie Abrams e Nuove Direzioni                               |
| I Dreamed a Dream          | Les Misérables          | Shelby Corcoran e Rachel Berry                               |
| Dream a Little Dream of Me | The Mamas and the Papas | Artie Abrams, Mike Chang, Tina Cohen-Chang e Nuove Direzioni |

### Teatralità
| Titolo della canzone | Artista originale | Interpretata da                                  |
| -------------------- | ----------------- | ------------------------------------------------ |
| Funny Girl           | Funny Girl        | Shelby Corcoran                                  |
| Bad Romance          | Lady Gaga         | Kurt Hummel e le Ragazze delle Nuove Direzioni   |
| Shout It Out Loud    | Kiss              | Ragazzi delle Nuove Direzioni tranne Kurt Hummel |
| Beth                 | Kiss              | Ragazzi delle Nuove Direzioni tranne Kurt Hummel |
| Poker Face           | Lady Gaga         | Rachel Berry e Shelby Corcoran                   |

### Anima e rabbia
| Titolo della canzone                            | Artista originale              | Interpretata da                                                             |
| ----------------------------------------------- | ------------------------------ | --------------------------------------------------------------------------- |
| Another One Bites the Dust                      | Queen                          | Jesse St. James e Vocal Adrenaline                                          |
| Tell Me Something Good                          | Rufus                          | Will Schuester                                                              |
| Loser                                           | Beck                           | Noah Puckerman, Finn Hudson, Sandy Ryerson, Howard Bamboo e Terri Schuester |
| It's a Man's Man's Man's World                  | Cher                           | Quinn Fabray                                                                |
| Good Vibrations                                 | Marky Mark And The Funky Bunch | Noah Puckerman, Finn Hudson e Mercedes Jones                                |
| Give Up the Funk (Tear the Roof off the Sucker) | Parliament                     | Nuove Direzioni                                                             |

### Le regionali
| Titolo della canzone                              | Artista originale                | Interpretata da                    |
| ------------------------------------------------- | -------------------------------- | ---------------------------------- |
| Magic / You Raise Me Up                           | Olivia Newton-John / Josh Groban | Aural Intensity                    |
| Faithfully                                        | Journey                          | Nuove Direzioni                    |
| Any Way You Want It / Lovin', Touchin', Squeezin' | Journey                          | Nuove Direzioni                    |
| Don't Stop Believin'                              | Journey                          | Nuove Direzioni                    |
| Bohemian Rhapsody                                 | Queen                            | Jesse St. James e Vocal Adrenaline |
| To Sir, With Love                                 | La scuola della violenza         | Nuove Direzioni                    |
| Over the Rainbow                                  | Il mago di Oz                    | Will Schuester con Noah Puckerman  |

## Seconda stagione

### Audizioni
| Titolo della canzone     | Artista originale            | Interpretata da                                       |
| ------------------------ | ---------------------------- | ----------------------------------------------------- |
| Empire State of Mind     | Jay-Z feat. Alicia Keys      | Nuove Direzioni                                       |
| Every Rose Has Its Thorn | Poison                       | Sam Evans                                             |
| Telephone                | Lady Gaga feat. Beyoncé      | Rachel Berry e Sunshine Corazon                       |
| Getting to Know You      | The King and I               | Tina Cohen-Chang                                      |
| Billionaire              | Travie McCoy feat.Bruno Mars | Sam Evans, Artie Abrams, Finn Hudson e Noah Puckerman |
| Listen                   | Beyoncé                      | Sunshine Corazon                                      |
| What I Did For Love      | A Chorus Line                | Rachel Berry                                          |

### Britney/Brittany
| Titolo della canzone  | Artista originale                | Interpretata da                       |
| --------------------- | -------------------------------- | ------------------------------------- |
| I'm a Slave 4 U       | Britney Spears                   | Brittany Pierce                       |
| Me Against the Music  | Britney Spears feat. Madonna     | Brittany Pierce e Santana Lopez       |
| ...Baby One More Time | Britney Spears                   | Rachel Berry                          |
| Sailing               | Christopher Cross Will Schuester | Will Schuester                        |
| Stronger              | Britney Spears                   | Artie Abrams e la squadra di football |
| Toxic                 | Britney Spears                   | Will Schuester e Nuove Direzioni      |
| The Only Exception    | Paramore                         | Rachel Berry                          |

### Santo panino
| Titolo della canzone       | Artista originale                         | Interpretata da                                 |
| -------------------------- | ----------------------------------------- | ----------------------------------------------- |
| Only the Good Die Young    | Billy Joel                                | Noah Puckerman                                  |
| I Look to You              | Whitney Houston                           | Mercedes Jones, Quinn Fabray e Tina Cohen-Chang |
| Papa, Can You Hear Me?     | Barbra Streisand                          | Rachel Berry                                    |
| I Want to Hold Your Hand   | Beatles (Versione da Across the Universe) | Kurt Hummel                                     |
| Losing My Religion         | R.E.M.                                    | Finn Hudson                                     |
| Bridge over Troubled Water | Aretha Franklin                           | Mercedes Jones                                  |
| One of Us                  | Joan Osborne                              | Nuove Direzioni                                 |

### Sfida a coppie
| Titolo della canzone                  | Artista originale                  | Interpretata da                |
| ------------------------------------- | ---------------------------------- | ------------------------------ |
| Don't Go Breaking My Heart            | Elton John feat. Kiki Dee          | Rachel Berry e Finn Hudson     |
| River Deep, Mountain High             | Ike & Tina Turner                  | Mercedes Jones e Santana Lopez |
| Le Jazz Hot!                          | Victor Victoria                    | Kurt Hummel                    |
| Sing!                                 | Chorus Line                        | Mike Chang e Tina Cohen-Chang  |
| With You I'm Born Again               | Billy Preston feat. Syreeta Wright | Rachel Berry e Finn Hudson     |
| Lucky                                 | Jason Mraz feat. Colbie Caillat    | Sam Evans e Quinn Fabray       |
| Get Happy / Happy Days Are Here Again | Judy Garland / Barbra Streisand    | Rachel Berry e Kurt Hummel     |

### The Rocky Horror Glee Show
| Titolo della canzone                             | Artista originale     | Interpretata da                                                                                        |
| ------------------------------------------------ | --------------------- | --- |
| Science Fiction/Double Feature                   | The Rocky Horror Show | Santana Lopez                                                                                          |
| There's A Light (Over at the Frankenstein Place) | The Rocky Horror Show | Nuove Direzioni                                                                                        |
| Dammit Janet                                     | The Rocky Horror Show | Finn Hudson, Rachel Berry, Quinn Fabray, Kurt Hummel e Mercedes Jones                                  |
| Whatever Happened To Saturday Night              | The Rocky Horror Show | Carl Howell e Nuove Direzioni                                                                          |
| Sweet Transvestite                               | The Rocky Horror Show | Mercedes Jones                                                                                         |
| Touch-a, Touch-a, Touch-a, Touch Me              | The Rocky Horror Show | Emma Pillsbury, Santana Lopez, Brittany Pierce, Will Schuester, Kurt Hummel, Carl Howell e Finn Hudson |
| Time Warp                                        | The Rocky Horror Show | Nuove Direzioni                                                                                        |

### Il primo bacio
| Titolo della canzone                       | Artista originale             | Interpretata da               |
| ------------------------------------------ | ----------------------------- | ----------------------------- |
| One Love (People Get Ready)                | Bob Marley & The Wailers      | Noah Puckerman e Artie Abrams |
| Teenage Dream                              | Katy Perry                    | Gli Usignoli                  |
| Start Me Up / Livin' on a Prayer           | The Rolling Stones / Bon Jovi | Ragazze delle Nuove Direzioni |
| Stop! In the Name of Love / Free Your Mind | The Supremes / En Vogue       | Ragazzi delle Nuove Direzioni |

### La supplente
| Titolo della canzone           | Artista originale                   | Interpretata da                                  |
| ------------------------------ | ----------------------------------- | ------------------------------------------------ |
| Conjunction Junction           | Schoolhouse Rock!                   | Holly Holliday                                   |
| Forget You                     | Cee Lo Green                        | Holly Holliday con le Nuove Direzioni            |
| Make 'Em Laugh                 | Cantando sotto la pioggia           | Will Schuester e Mike Chang                      |
| Nowadays / Hot Honey Rag       | Chicago                             | Holly Holliday e Rachel Berry                    |
| Singin' in the Rain / Umbrella | Cantando sotto la pioggia / Rihanna | Holly Holliday, Will Schuester e Nuove Direzioni |

### Furt
| Titolo della canzone | Artista originale | Interpretata da                    |
| -------------------- | ----------------- | ---------------------------------- |
| Ohio                 | Wonderful Town    | Sue Sylvester e Doris Sylvester    |
| Marry You            | Bruno Mars        | Nuove Direzioni                    |
| Sway                 | Michael Bublé     | Will Schuester                     |
| Just the Way You Are | Bruno Mars        | Finn Hudson con le Nuove Direzioni |

### Nuove direzioni
| Titolo della canzone           | Artista originale                      | Interpretata da                                 |
| ------------------------------ | -------------------------------------- | ----------------------------------------------- |
| Don't Cry for Me Argentina     | Evita                                  | Rachel Berry e Kurt Hummel                      |
| The Living Years               | Mike + The Mechanics                   | The Hipsters                                    |
| Hey, Soul Sister               | Train                                  | Gli Usignoli                                    |
| (I've Had) The Time of My Life | Dirty Dancing - Balli proibiti         | Sam Evans e Quinn Fabray con le Nuove Direzioni |
| Valerie                        | The Zutons (Versione di Amy Winehouse) | Nuove Direzioni                                 |
| Dog Days Are Over              | Florence and the Machine               | Nuove Direzioni                                 |

### Buon Natale
| Titolo della canzone                                  | Artista originale              | Interpretata da                                                                           |
| ----------------------------------------------------- | ------------------------------ | ----------------------------------------------------------------------------------------- |
| The Most Wonderful Day of the Year                    | Rudolph the Red-Nosed Reindeer | Nuove Direzioni                                                                           |
| We Need a Little Christmas                            | Mame                           | Nuove Direzioni                                                                           |
| Merry Christmas Darling                               | The Carpenters                 | Rachel Berry                                                                              |
| Baby, It's Cold Outside                               | Frank Loesser                  | Blaine Anderson e Kurt Hummel                                                             |
| You're a Mean One, Mr. Grinch                         | Il Grinch                      | Will Schuester e k.d. lang                                                                |
| Last Christmas                                        | Wham!                          | Rachel Berry e Finn Hudson                                                                |
| Welcome Christmas                                     | Il Grinch                      | Nuove Direzioni                                                                           |
| Deck The Rooftop (Deck the Halls / Up On the Rooftop) | Canzone Popolare               | Mercedes Jones, Finn Hudson, Tina Cohen-Chang, Artie Abrams, Rachel Berry e Santana Lopez |
| God Rest Ye Merry, Gentlemen                          | Canzone Popolare               | Mercedes Jones, Tina Cohen-Chang, Quinn Fabray, Rachel Berry e Santana Lopez              |
| O Christmas Tree                                      | Canzone Popolare               | Will Schuester                                                                            |
| Jingle Bells                                          | Canzone Popolare               | Finn Hudson, Artie Abrams e Noah Puckerman                                                |
| Angels We Have Heard On High                          | Canzone Popolare               | Mercedes Jones                                                                            |
| O Holy Night                                          | Canzone Popolare               | Rachel Berry                                                                              |

### Gioco di squadra
| Titolo della canzone       | Artista originale                 | Interpretata da               |
| -------------------------- | --------------------------------- | ----------------------------- |
| California Gurls           | Katy Perry feat. Snoop Dogg       | Cheerios                      |
| Need You Now               | Lady Antebellum                   | Rachel Berry e Noah Puckerman |
| She's Not There            | The Zombies                       | Finn Hudson                   |
| Bills, Bills, Bills        | Destiny's Child                   | Usignoli                      |
| Thriller / Heads Will Roll | Michael Jackson / Yeah Yeah Yeahs | Nuove Direzioni e Titans      |

### Stupide canzoni d'amore
| Titolo della canzone        | Artista originale | Interpretata da           |
| --------------------------- | ----------------- | ------------------------- |
| Fat Bottomed Girls          | Queen             | Noah Puckerman            |
| P.Y.T. (Pretty Young Thing) | Michael Jackson   | Artie Abrams e Mike Chang |
| When I Get You Alone        | Robin Thicke      | Dalton Academy Warblers   |
| My Funny Valentine          | Babes In Arms     | Tina Cohen-Chang          |
| Firework                    | Katy Perry        | Rachel Berry              |
| Silly Love Songs            | Paul McCartney    | Gli Usignoli              |

### Tornare in cima
| Titolo della canzone      | Artista originale            | Interpretata da                                         |
| ------------------------- | ---------------------------- | ------------------------------------------------------- |
| Baby                      | Justin Bieber feat. Ludacris | Sam Evans                                               |
| Somebody to Love          | Justin Bieber feat. Usher    | Sam Evans, Artie Abrams, Noah Puckerman, e Mike Chang   |
| Take Me or Leave Me       | Rent                         | Rachel Berry e Mercedes Jones                           |
| This Little Light of Mine | Canzone popolare             | Will Schuester, Sue Sylvester e i bambini dell'ospedale |
| I Know What Boys Like     | The Waitresses               | Lauren Zizes                                            |
| Sing                      | My Chemical Romance          | Nuove Direzioni e Sue Sylvester                         |

### Per un bicchiere di troppo
| Titolo della canzone              | Artista originale       | Interpretata da                 |
| --------------------------------- | ----------------------- | ------------------------------- |
| My Headband                       | Glee Cast               | Rachel Berry                    |
| Don't You Want Me                 | The Human League        | Rachel Berry e Blaine Anderson  |
| Blame It (On the Alcohol)         | Jamie Foxx feat. T-Pain | Nuove Direzioni                 |
| One Bourbon, One Scotch, One Beer | George Thorogood        | Shannon Beiste e Will Schuester |
| Tik Tok                           | Kesha                   | Nuove Direzioni                 |

### Sexy
| Titolo della canzone   | Artista originale   | Interpretata da                                                          |
| ---------------------- | ------------------- | ------------------------------------------------------------------------ |
| Do You Wanna Touch Me? | Joan Jett           | Holly Holliday e Nuove Direzioni                                         |
| Animal                 | Neon Trees          | Gli Usignoli                                                             |
| Kiss                   | Prince              | Holly Holliday e Will Schuester                                          |
| Landslide              | Fleetwood Mac       | Holly Holliday, Santana Lopez e Brittany Pierce                          |
| Afternoon Delight      | Starland Vocal Band | Carl Howell, Noah Puckerman, Rachel Berry, Quinn Fabray e Emma Pillsbury |
| Do Ya Think I'm Sexy?  | Rod Stewart         | Blaine Anderson con gli Usignoli                                         |

### La nostra canzone
| Titolo della canzone | Artista originale | Interpretata da                                     |
| -------------------- | ----------------- | --------------------------------------------------- |
| Misery               | Maroon 5          | Gli Usignoli                                        |
| Only Child           | Glee Cast         | Rachel Berry                                        |
| Blackbird            | The Beatles       | Gli Usignoli                                        |
| Trouty Mouth         | Glee Cast         | Santana Lopez                                       |
| Big Ass Heart        | Glee Cast         | Noah Puckerman                                      |
| Hell To The No       | Glee Cast         | Mercedes Jones con le ragazze delle Nuove Direzioni |
| Jesus Is My Friend   | Sonseed           | Aural Intensity                                     |
| Candles              | Hey Monday        | Gli Usignoli                                        |
| Raise Your Glass     | Pink (cantante)   | Gli Usignoli                                        |
| Get It Right         | Glee Cast         | Nuove Direzioni                                     |
| Loser Like Me        | Glee Cast         | Nuove Direzioni                                     |

### La notte dei negletti
| Titolo della canzone | Artista originale | Interpretata da  |
| -------------------- | ----------------- | ---------------- |
| All by Myself        | Céline Dion       | Sunshine Corazon |
| I Follow Rivers      | Lykke Li          | Tina Cohen-Chang |
| Bubble Toes          | Jack Johnson      | Mike Chang       |
| Turning Tables       | Adele             | Holly Holliday   |
| Ain't No Way         | Aretha Franklin   | Mercedes Jones   |

### Born This Way
| Titolo della canzone        | Artista originale                 | Interpretata da                  |
| --------------------------- | --------------------------------- | -------------------------------- |
| I Feel Pretty / Unpretty    | West Side Story / TLC             | Rachel Berry e Quinn Fabray      |
| I've Gotta Be Me            | Sammy Davis Jr.                   | Finn Hudson                      |
| Somewhere Only We Know      | Keane                             | Gli Usignoli                     |
| As If We Never Said Goodbye | Sunset Boulevard                  | Kurt Hummel                      |
| Barbra Streisand            | Duck Sauce                        | Nuove Direzioni                  |
| Born This Way               | Lady Gaga                         | Nuove Direzioni                  |
| What Kind of Fool           | Barbra Streisand feat. Barry Gibb | Blaine Anderson con gli Usignoli |

### Pettegolezzi
| Titolo della canzone                    | Artista originale | Interpretata da               |
| --------------------------------------- | ----------------- | ----------------------------- |
| Dreams                                  | Fleetwood Mac     | April Rhodes e Will Schuester |
| Never Going Back Again                  | Fleetwood Mac     | Artie Abrams                  |
| Songbird                                | Fleetwood Mac     | Santana Lopez                 |
| I Don't Want to Know                    | Fleetwood Mac     | Quinn Fabray e Finn Hudson    |
| Nice To Meet You. Have I Slept With You | Glee Cast         | April Rhodes e Will Schuester |
| Go Your Own Way                         | Fleetwood Mac     | Rachel Berry                  |
| Don't Stop                              | Fleetwood Mac     | Nuove Direzioni               |

### Il ballo
| Titolo della canzone                                     | Artista originale | Interpretata da                                    |
| -------------------------------------------------------- | ----------------- | -------------------------------------------------- |
| Rolling in the Deep                                      | Adele             | Rachel Berry e Jesse St. James                     |
| Isn't She Lovely                                         | Stevie Wonder     | Artie Abrams                                       |
| Friday                                                   | Rebecca Black     | Sam Evans, Noah Puckerman, Artie Abrams            |
| Jar of Hearts                                            | Christina Perri   | Rachel Berry                                       |
| I'm Not Gonna Teach Your Boyfriend How to Dance with You | Black Kids        | Blaine Anderson, Brittany Pierce, Tina Cohen-Chang |
| Dancing Queen                                            | ABBA              | Santana Lopez, Mercedes Jones                      |

### Dirsi addio
| Titolo della canzone    | Artista originale                       | Interpretata da |
| ----------------------- | --------------------------------------- | --------------- |
| Back to Black           | Amy Winehouse                           | Santana Lopez   |
| Some People             | Gypsy: A Musical Fable                  | Kurt Hummel     |
| Try a Little Tenderness | Otis Redding                            | Mercedes Jones  |
| My Man                  | Funny Girl                              | Rachel Berry    |
| Pure Imagination        | Willy Wonka e la fabbrica di cioccolato | Nuove Direzioni |

### New York
| Titolo della canzone                | Artista originale     | Interpretata da                                     |
| ----------------------------------- | --------------------- | --------------------------------------------------- |
| New York New York                   | Frank Sinatra         | Nuove Direzioni                                     |
| My Cup                              | Glee Cast             | Brittany Pierce, Artie Abrams                       |
| I Love New York / New York New York | Madonna / On The Town | Nuove Direzioni                                     |
| Still Got Tonight                   | Matthew Morrison      | Will Schuester                                      |
| Bella Notte                         | Lilli e il vagabondo  | Artie Abrams, Sam Evans, Noah Puckerman, Mike Chang |
| For Good                            | Wicked                | Rachel Berry, Kurt Hummel                           |
| Yeah!                               | Usher                 | Unnamed All Girls School Choir                      |
| As Long As You're There             | Glee Cast             | Sunshine Corazon                                    |
| Pretending                          | Glee Cast             | Nuove Direzioni                                     |
| Light Up the World                  | Glee Cast             | Nuove Direzioni                                     |

## Terza stagione

### Il pianoforte viola
| Titolo della canzone                | Artista originale                  | Interpretata da                  |
| ----------------------------------- | ---------------------------------- | -------------------------------- |
| We Got the Beat                     | The Go-Go's                        | Nuove Direzioni                  |
| Big Spender                         | Sweet Charity                      | Sugar Motta                      |
| Ding-Dong! The Witch Is Dead        | Barbara Streisand e Harold Arlen   | Rachel Berry e Kurt Hummel       |
| It's Not Unusual                    | Tom Jones                          | Blaine Anderson e Cheerios       |
| Anything Goes / Anything You Can Do | Anything Goes / Annie Get Your Gun | Harmony e aspiranti membri NYADA |
| You Can't Stop the Beat             | Hairspray                          | Nuove Direzioni                  |

### Sono un unicorno
| Titolo della canzone  | Artista originale | Interpretata da                |
| --------------------- | ----------------- | ------------------------------ |
| Somewhere             | West Side Story   | Rachel Berry e Shelby Corcoran |
| I'm the Greatest Star | Funny Girl        | Kurt Hummel                    |
| I Am a Shining Star   | Glee Cast         | Sugar Motta                    |
| Something's Coming    | West Side Story   | Blaine Anderson                |

### La F asiatica
| Titolo della canzone  | Artista originale | Interpretata da                                       |
| --------------------- | ----------------- | ----------------------------------------------------- |
| Spotlight             | Jennifer Hudson   | Mercedes Jones, Tina Cohen-Chang e Brittany Pierce    |
| Run the World (Girls) | Beyoncé           | Brittany Pierce, Santana Lopez e ragazze del McKinley |
| Cool                  | West Side Story   | Mike Chang                                            |
| It's All Over         | Dreamgirls        | Mercedes Jones e Nuove Direzioni                      |
| Out Here On My Own    | Nikka Costa       | Rachel Berry e Mercedes Jones                         |
| Fix You               | Coldplay          | Will Schuester e Nuove Direzioni                      |

### Esprimi un desiderio
| Titolo della canzone        | Artista originale  | Interpretata da |
| --------------------------- | ------------------ | --------------- |
| Bein' Green                 | Kermit la Rana     | Rory Flanagan   |
| Last Friday Night           | Katy Perry         | Blaine Anderson |
| Waiting for a Girl Like You | Foreigner          | Noah Puckerman  |
| Candyman                    | Christina Aguilera | Le Note Moleste |
| Take Care of Yourself       | Level 42           | Rory Flanagan   |

### La prima volta
| Titolo della canzone | Artista originale | Interpretata da                                                                                             |
| -------------------- | ----------------- | --- |
| Tonight              | West Side Story   | Rachel Berry e Blaine Anderson                                                                              |
| Uptown Girl          | Billy Joel        | Usignoli |
| A Boy Like That      | West Side Story   | Santana Lopez e Rachel Berry                                                                                |
| America              | West Side Story   | Santana Lopez, Noah Puckerman, Tina Cohen-Chang, Rory Flanagan, Brittany Pierce, Quinn Fabray e Mike Chang. |
| One Hand, One Heart  | West Side Story   | Rachel Berry e Blaine Anderson.                                                                             |

### La guerra dei glee club
| Titolo della canzone                                 | Artista originale                         | Interpretata da                                     |
| ---------------------------------------------------- | ----------------------------------------- | --------------------------------------------------- |
| Hot for Teacher                                      | Van Halen                                 | Noah Puckerman, con i Ragazzi delle Nuove Direzioni |
| Yoü and I / You and I                                | Lady Gaga / Eddie Rabbitt & Crystal Gayle | Shelby Corcoran e Will Schuester                    |
| Hit Me with Your Best Shot / One Way or Another      | Pat Benatar / Blondie                     | Nuove Direzioni e Note Moleste                      |
| I Can't Go for That (No Can Do) / You Make My Dreams | Hall & Oates                              | Nuove Direzioni                                     |
| Rumour Has It / Someone like You                     | Adele                                     | Note Moleste                                        |

### Le elezioni
| Titolo della canzone        | Artista originale                       | Interpretata da                              |
| --------------------------- | --------------------------------------- | -------------------------------------------- |
| Perfect                     | P!nk                                    | Kurt Hummel e Blaine Anderson                |
| I'm the Only One            | Melissa Etheridge                       | Noah Puckerman                               |
| Girls Just Want to Have Fun | Cyndi Lauper (Versione di Greg Laswell) | Finn Hudson                                  |
| Jolene                      | Dolly Parton                            | Shannon Beiste                               |
| I Kissed a Girl             | Katy Perry                              | Note Moleste e Ragazze delle Nuove DIrezioni |
| Constant Craving            | k.d. lang                               | Santana Lopez, Shelby Corcoran e Kurt Hummel |

### Crescere
| Titolo della canzone      | Artista originale               | Interpretata da                  |
| ------------------------- | ------------------------------- | -------------------------------- |
| Red Solo Cup              | Toby Keith                      | Sam Evans con le Nuove Direzioni |
| Buenos Aires              | Evita                           | I Dolci Diesis                   |
| Survivor / I Will Survive | Destiny's Child / Gloria Gaynor | Note Moleste                     |
| ABC                       | The Jackson 5                   | Nuove Direzioni                  |
| Control                   | Janet Jackson                   | Nuove Direzioni                  |
| Man in the Mirror         | Michael Jackson                 | Nuove Direzioni                  |
| We Are Young              | Fun. feat. Janelle Monáe        | Nuove Direzioni                  |

### Uno straordinario Natale
| Titolo della canzone            | Artista originale                     | Interpretata da                                                                          |
| ------------------------------- | ------------------------------------- | ---------------------------------------------------------------------------------------- |
| All I Want for Christmas Is You | Mariah Carey                          | Mercedes Jones e Nuove Direzioni                                                         |
| Blue Christmas                  | Elvis Presley                         | Rory Flanagan                                                                            |
| River                           | Joni Mitchell                         | Rachel Berry                                                                             |
| Extraordinary Merry Christmas   | Glee Cast                             | Blaine Anderson e Rachel Berry                                                           |
| Let It Snow!                    | Michael Bublé                         | Blaine Anderson e Kurt Hummel                                                            |
| My Favorite Things              | The Sound of Music                    | Rachel Berry, Mercedes Jones, Kurt Hummel e Blaine Anderson                              |
| Santa Claus Is Coming to Town   | Bruce Springsteen e the E Street Band | Finn Hudson, Noah Puckerman, Rachel Berry, Mercedes Jones, Kurt Hummel e Blaine Anderson |
| Christmas Wrapping              | The Waitresses                        | Brittany Pierce, Santana Lopez, Tina Cohen-Chang, Mike Chang e I Cheerios                |
| Do They Know It's Christmas?    | Band Aid                              | Nuove Direzioni                                                                          |
| Santa Baby                      | Eartha Kitt                           | Santana Lopez                                                                            |
| Chistmas Eve With You           | Glee Cast                             | Emma Pillsbury e Will Schuester                                                          |
| Little Drummer Boy              | Katherine Davis                       | Artie Abrams Will Schuester                                                              |
| Do You Hear What I Hear?        | Bing Crosby                           | Wade "Unique" Adams e Harmony                                                            |

### Sì\No
| Titolo della canzone                   | Artista originale                                      | Interpretata da                                                                         |
| -------------------------------------- | ------------------------------------------------------ | --------------------------------------------------------------------------------------- |
| Summer Nights                          | Grease                                                 | Nuove Direzioni                                                                         |
| Wedding Bell Blues                     | The 5th Dimension                                      | Emma Pillsbury, Shannon Beiste e Sue Sylvester                                          |
| Moves like Jagger / Jumpin' Jack Flash | Maroon 5 feat. Christina Aguilera / The Rolling Stones | Artie Abrams, Mike Chang, Will Schuester, Blaine Anderson, Finn Hudson e Noah Puckerman |
| The First Time Ever I Saw Your Face    | Roberta Flack                                          | Rachel Berry, Tina Cohen-Chang, Mercedes Jones e Santana Lopez                          |
| Without You                            | David Guetta feat. Usher                               | Rachel Berry                                                                            |
| We Found Love                          | Rihanna                                                | Nuove Direzioni                                                                         |

### Michael
| Titolo della canzone         | Artista originale                    | Interpretata da                         |
| ---------------------------- | ------------------------------------ | --------------------------------------- |
| Wanna Be Startin' Somethin'  | Michael Jackson                      | Nuove Direzioni                         |
| Bad                          | Michael Jackson                      | Nuove Direzioni e Usignoli              |
| Scream                       | Michael Jackson feat. Janet Jackson  | Artie Abrams e Mike Chang               |
| Never Can Say Goodbye        | The Jackson 5                        | Quinn Fabray                            |
| Human Nature                 | Michael Jackson                      | Sam Evans e Mercedes Jones              |
| Ben                          | Michael Jackson                      | Kurt Hummel, Rachel Berry e Finn Hudson |
| Smooth Criminal              | Michael Jackson                      | Santana Lopez e Sebastian Smythe        |
| I Just Can't Stop Loving You | Michael Jackson feat. Siedah Garrett | Rachel Berry e Finn Hudson              |
| Black or White               | Michael Jackson                      | Nuove Direzioni                         |
| I Want You Back              | The Jackson 5                        | Gli Usignoli                            |

### L'insegnante di Spagnolo
| Titolo della canzone       | Artista originale              | Interpretata da                                            |
| -------------------------- | ------------------------------ | ---------------------------------------------------------- |
| La Cucaracha               | Kumbia Kings                   | Artie Abrams, Finn Hudson, Noah Puckerman e Will Schuester |
| Sexy and I Know It         | LMFAO                          | David Martinez e le Nuove Direzioni                        |
| Dang Diggy Dang            | The Beatards                   | Cheerios                                                   |
| Don't Wanna Lose You       | Gloria Estefan                 | Mercedes Jones                                             |
| Bamboleo / Hero            | Gipsy Kings / Enrique Iglesias | Ragazzi delle Nuove Direzioni                              |
| La Isla Bonita             | Madonna                        | David Martinez e Santana Lopez                             |
| A Little Less Conversation | Elvis Presley                  | Will Schuester                                             |

### Cuore
| Titolo della canzone   | Artista originale                          | Interpretata da                                                              |
| ---------------------- | ------------------------------------------ | ---------------------------------------------------------------------------- |
| Chapel of Love         | The Dixie Cups                             | Leroy Berry e Hiram Berry                                                    |
| L-O-V-E                | Nat King Cole                              | Mike Chang e Tina Cohen-Chang                                                |
| Let Me Love You        | Mario                                      | Artie Abrams, Sam Evans, Kurt Hummel, Noah Puckerman e Mike Chang            |
| Stereo Hearts          | Gym Class Heroes feat. Adam Levine         | Joseph Hart, Sam Evans, Mercedes Jones e Quinn Fabray                        |
| Home                   | Michael Bublé                              | Rory Flanagan                                                                |
| I Will Always Love You | Dolly Parton (Versione di Whitney Houston) | Mercedes Jones                                                               |
| You're the Top         | Anything Goes                              | Leroy Berry e Hiram Berry                                                    |
| Cherish / Cherish      | The Association / Madonna                  | Joseph Hart, Sam Evans, Mercedes Jones e Quinn Fabray                        |
| Love Shack             | The B-52's                                 | Blaine Anderson, Kurt Hummel, Mercedes Jones, Rachel Berry e Brittany Pierce |

### Sto arrivando
| Titolo della canzone             | Artista originale                   | Interpretata da |
| -------------------------------- | ----------------------------------- | --------------- |
| Cough Syrup                      | Young the Giant                     | Blaine Anderson |
| Stand                            | Lenny Kravitz                       | Gli Usignoli    |
| Glad You Came                    | The Wanted                          | Gli Usignoli    |
| She Walks in Beauty              | Eric Barnum                         | Calici Aurei    |
| Fly / I Believe I Can Fly        | Nicki Minaj feat. Rihanna / R.Kelly | Nuove Direzioni |
| What Doesn't Kill You (Stronger) | Kelly Clarkson                      | Note Moleste    |
| Here's To Us                     | Halestorm                           | Nuove Direzioni |

### Il fratellone
| Titolo della canzone         | Artista originale  | Interpretata da                   |
| ---------------------------- | ------------------ | --------------------------------- |
| I'm Still Standing           | Elton John         | Quinn Fabray e Artie Abrams       |
| Hungry like the Wolf / Rio   | Duran Duran        | Blaine Anderson e Cooper Anderson |
| Fighter                      | Christina Aguilera | Blaine Anderson                   |
| Up up up                     | Givers             | Quinn Fabray e Artie Abrams       |
| Somebody That I Used to Know | Gotye feat. Kimbra | Blaine Anderson e Cooper Anderson |

### Saturday Night Glee-ver
| Titolo della canzone       | Artista originale                     | Interpretata da                                 |
| -------------------------- | ------------------------------------- | ----------------------------------------------- |
| You Should Be Dancing      | Bee Gees                              | Blaine Anderson, Mike Chang e Brittany Pierce   |
| That's the Way (I Like It) | KC and the Sunshine Band              | McKinley High Glee Club – 1993                  |
| Night Fever                | Bee Gees                              | Will Schuester, Sue Sylvester e Nuove Direzioni |
| Disco Inferno              | The Trammps                           | Mercedes Jones, Santana Lopez e Brittany Pierce |
| If I Can't Have You        | Bee Gees (Versione di Yvonne Elliman) | Santana Lopez                                   |
| How Deep Is Your Love      | Bee Gees                              | Rachel Berry                                    |
| Boogie Shoes               | KC and the Sunshine Band              | Vocal Adrenaline                                |
| More Than a Woman          | Bee Gees                              | Nuove Direzioni                                 |
| Stayin' Alive              | Bee Gees                              | Sue Sylvester e Nuove Direzioni                 |

### Addio, Whitney
| Titolo della canzone                       | Artista originale | Interpretata da                                           |
| ------------------------------------------ | ----------------- | --------------------------------------------------------- |
| How Will I Know                            | Whitney Houston   | Mercedes Jones, Rachel Berry, Santana Lopez e Kurt Hummel |
| I Wanna Dance with Somebody (Who Loves Me) | Whitney Houston   | Brittany Pierce e Santana Lopez                           |
| Saving All My Love for You                 | Whitney Houston   | Joseph Hart e Quinn Fabray                                |
| So Emotional                               | Whitney Houston   | Santana Lopez e Rachel Berry                              |
| It's Not Right but It's Okay               | Whitney Houston   | Blaine Anderson e Nuove Direzioni                         |
| I Have Nothing                             | Whitney Houston   | Kurt Hummel                                               |
| My Love Is Your Love                       | Whitney Houston   | Nuove Direzioni                                           |

### L'occasione di una vita
| Titolo della canzone    | Artista originale        | Interpretata da                                                                |
| ----------------------- | ------------------------ | ------------------------------------------------------------------------------ |
| The Music of the Night  | The Phantom of the Opera | Kurt Hummel                                                                    |
| School's Out            | Alice Cooper             | Noah Puckerman                                                                 |
| Cell Block Tango        | Chicago                  | Mercedes Jones, Tina Cohen-Chang, Santana Lopez, Brittany Pierce e Sugar Motta |
| Not the Boy Next Door   | The Boy from Oz          | Kurt Hummel                                                                    |
| Don't Rain on My Parade | Funny Girl               | Rachel Berry                                                                   |
| The Rain in Spain       | My Fair Lady             | I ragazzi delle Nuove Direzioni                                                |
| Shake It Out            | Florence and the Machine | Santana Lopez, Tina Cohen-Chang e Mercedes Jones                               |
| Cry                     | Kelly Clarkson           | Rachel Berry                                                                   |

### L'ultimo ballo
| Titolo della canzone      | Artista originale        | Interpretata da                                                  |
| ------------------------- | ------------------------ | ---------------------------------------------------------------- |
| Big Girls Don't Cry       | Fergie                   | Rachel Berry, Kurt Hummel e Blaine Anderson                      |
| Dinosaur                  | Ke$ha                    | Brittany Pierce con le Cheerios                                  |
| Love You like a Love Song | Selena Gomez & The Scene | Santana Lopez, Tina Cohen-Chang e Brittany Pierce                |
| What Makes You Beautiful  | One Direction            | Joseph Hart, Rory Flanagan, Artie Abrams, Mike Chang e Sam Evans |
| Take My Breath Away       | Berlin                   | Quinn Fabray e Santana Lopez                                     |

### Il fattore Unique
| Titolo della canzone             | Artista originale | Interpretata da                 |
| -------------------------------- | ----------------- | ------------------------------- |
| I Won't Give Up                  | Jason Mraz        | Rachel Berry                    |
| Because You Loved Me             | Céline Dion       | Tina Cohen-Chang                |
| Always True to You in My Fashion | Kiss Me, Kate     | Studente                        |
| Mean                             | Taylor Swift      | Noah Puckerman e Shannon Beiste |
| Flashdance... What a Feeling     | Irene Cara        | Tina Cohen-Chang e Rachel Berry |

### Le Nazionali
| Titolo della canzone            | Artista originale | Interpretata da                                  |
| ------------------------------- | ----------------- | ------------------------------------------------ |
| The Edge of Glory               | Lady Gaga         | Quinn Fabray, Tina Cohen-Chang e le Note Moleste |
| It's All Coming Back to Me Now  | Céline Dion       | Nuove Direzioni                                  |
| Paradise by the Dashboard Light | Meat Loaf         | Nuove Direzioni                                  |
| Starships                       | Nicki Minaj       | Vocal Adrenaline                                 |
| Pinball Wizard                  | The Who           | Vocal Adrenaline                                 |
| Starlight Express               | Starlight Express | Gli Infiamma Pentagramma                         |
| Tongue Tied                     | Grouplove         | Nuove Direzioni                                  |
| We Are the Champions            | Queen             | Nuove Direzioni                                  |

### Il giorno del diploma
| Titolo della canzone              | Artista originale | Interpretata da |
| --------------------------------- | ----------------- | --- |
| Sit Down, You're Rockin' the Boat | Guys and Dolls    | Rachel Berry, Artie Abrams, Tina Cohen-Chang, Kurt Hummel e Mercedes Jones                                           |
| Forever Young                     | Rod Stewart       | Will Schuester |
| Single Ladies (Put a Ring on It)  | Beyoncé           | Burt Hummel, Tina Cohen-Chang e Brittany Pierce                                                                      |
| I'll Remember                     | Madonna           | Kurt Hummel con le Nuove Direzioni                                                                                   |
| You Get What You Give             | New Radicals      | Finn Hudson, Mercedes Jones, Rachel Berry, Noah Puckerman, Kurt Hummel, Quinn Fabray, Santana Lopez e Mike Chang     |
| In my Life                        | Beatles           | Artie Abrams, Tina Cohen-Chang, Sam Evans, Joseph Hart, Blaine Anderson, Rory Flanagan, Sugar Motta e Will Schuester |
| Glory Days                        | Bruce Springsteen | Noah Puckerman e Finn Hudson                                                                                         |
| Roots Before Branches             | Room for Two      | Rachel Berry e Finn Hudson                                                                                           |
| I Was Here                        | Beyoncé           | Rachel Berry |
| Not the End                       | The So Manys      | Finn Hudson |
| Good Riddance (Time of Your Life) | Green Day         | Blaine Anderson e Finn Hudson                                                                                        |

## Quarta stagione

### La nuova Rachel
| Titolo della canzone    | Artista originale                         | Interpretata da                                                          |
| ----------------------- | ----------------------------------------- | ------------------------------------------------------------------------ |
| Sister Christian        | Night Ranger                              | Brody Weston                                                             |
| Call Me Maybe           | Carly Rae Jepsen                          | Blaine Anderson, Tina Cohen-Chang, Brittany Pierce e Wade "Unique" Adams |
| Americano / Dance Again | Lady Gaga / Jennifer Lopez feat. Pitbull  | Cassandra July                                                           |
| Busters Get Popped      | Glee Cast                                 | Stoner Brett                                                             |
| Never Say Never         | The Fray                                  | Jake Puckerman                                                           |
| Ave Maria               | Franz Schubert                            | Beatrice McClaine                                                        |
| New York State of Mind  | Billy Joel (Versione di Barbra Streisand) | Rachel Berry e Marley Rose                                               |
| It's Time               | Imagine Dragons                           | Blaine Anderson                                                          |
| Chasing Pavements       | Adele                                     | Marley Rose                                                              |

### Britney 2.0
| Titolo della canzone         | Artista originale              | Interpretata da                                     |
| ---------------------------- | ------------------------------ | --------------------------------------------------- |
| Hold It Against Me           | Britney Spears                 | Brittany Pierce con le Cheerios                     |
| Boys / Boyfriend             | Britney Spears / Justin Bieber | Artie Abrams e Blaine Anderson                      |
| Womanizer                    | Britney Spears                 | Wade "Unique" Adams, Tina Cohen-Chang e Marley Rose |
| 3                            | Britney Spears                 | Tina Cohen-Chang, Joe Hart e Sam Evans              |
| Crazy / (You Drive Me) Crazy | Aerosmith / Britney Spears     | Marley Rose e Jake Puckerman                        |
| Oops!... I Did It Again      | Britney Spears                 | Rachel Berry                                        |
| Gimme More                   | Britney Spears                 | Brittany Pierce con le Nuove Direzioni              |
| Everytime                    | Britney Spears                 | Marley Rose                                         |

### Cambio di look
| Titolo della canzone                                                  | Artista originale    | Interpretata da                             |
| --------------------------------------------------------------------- | -------------------- | ------------------------------------------- |
| Everybody Wants to Rule the World                                     | Tears for Fears      | Blaine Anderson                             |
| Celebrity Skin                                                        | Hole                 | Brittany Pierce e Sam Evans                 |
| The Way You Look Tonight / You're Never Fully Dressed Without a Smile | Fred Astaire / Annie | Isabelle Wright, Kurt Hummel e Rachel Berry |
| A Change Would Do You Good                                            | Sheryl Crow          | Rachel Berry e Brody Weston                 |

### Fine di una storia
| Titolo della canzone             | Artista originale | Interpretata da |
| -------------------------------- | ----------------- | --- |
| Barely Breathing                 | Duncan Sheik      | Finn Hudson e Blaine Anderson                                                                                            |
| Give Your Heart a Break          | Demi Lovato       | Rachel Berry e Brody Weston                                                                                              |
| Teenage Dream (Acoustic version) | Katy Perry        | Blaine Anderson |
| Don't Speak                      | No Doubt          | Finn Hudson, Blaine Anderson, Rachel Berry e Kurt Hummel                                                                 |
| Mine                             | Taylor Swift      | Santana Lopez |
| The Scientist                    | Coldplay          | Finn Hudson, Blaine Anderson, Santana Lopez, Kurt Hummel, Brittany Pierce, Will Schuester, Emma Pillsbury e Rachel Berry |

### Il ruolo adatto
| Titolo della canzone      | Artista originale                      | Interpretata da                                          |
| ------------------------- | -------------------------------------- | -------------------------------------------------------- |
| Hopelessly Devoted to You | Olivia Newton-John (dal film "Grease") | Blaine Anderson                                          |
| Blow Me (One Last Kiss)   | Pink                                   | Wade "Unique" Adams e Marley Rose                        |
| Juke Box Hero             | Foreigner                              | Finn Hudson e Ryder Lynn                                 |
| Everybody Talks           | Neon Trees                             | Jake Puckerman e Kitty Wilde                             |
| Born to Hand Jive         | Grease                                 | Mercedes Jones, Marley Rose, Jake Puckerman e Ryder Lynn |

### Glease
| Titolo della canzone                | Artista originale | Interpretata da                                                                   |
| ----------------------------------- | ----------------- | --------------------------------------------------------------------------------- |
| Greased Lightning                   | Grease            | Ryder Lynn e Sam Evans con i ragazzi                                              |
| Look At Me I'm Sandra Dee           | Grease            | Kitty Wilde, Sugar Motta, Brittany Pierce, Wade "Unique" Adams e Tina Cohen-Chang |
| Beauty School Drop Out              | Grease            | Blaine Anderson                                                                   |
| Look At Me I'm Sandra Dee (Reprise) | Grease            | Marley Rose                                                                       |
| There Are Worse Things I Could Do   | Grease            | Santana Lopez, Wade "Unique" Adams e Cassandra July                               |
| You're the One That I Want          | Grease            | Nuove Direzioni                                                                   |

### I superduetti
| Titolo della canzone   | Artista originale | Interpretata da                |
| ---------------------- | ----------------- | ------------------------------ |
| Dark Side              | Kelly Clarkson    | Blaine Anderson e gli Usignoli |
| Superman               | R.E.M.            | Jake Pukerman e Ryder Lynn     |
| Holding Out for a Hero | Bonnie Tyler      | Kitty Wilde e Marley Rose      |
| Heroes                 | David Bowie       | Sam Evans e Blaine Anderson    |
| Some Nights            | fun.              | Nuove Direzioni                |

### Ringraziamento
| Titolo della canzone                                                       | Artista originale                    | Interpretata da                                                                       |
| -------------------------------------------------------------------------- | ------------------------------------ | ------------------------------------------------------------------------------------- |
| Homeward Bound / Home                                                      | Simon & Garfunkel / Phillip Phillips | Quinn Fabray, Noah Puckerman, Mike Chang, Santana Lopez, Mercedes Jones e Finn Hudson |
| Come See About Me                                                          | The Supremes                         | Quinn Fabray                                                                          |
| Whistle                                                                    | Flo Rida                             | Gli Usignoli                                                                          |
| Live While We're Young                                                     | One Direction                        | Gli Usignoli                                                                          |
| Let's Have a Kiki / Turkey Lurkey Time                                     | Scissor Sisters / Promises, Promises | Isabelle Wright, Kurt Hummel e Rachel Berry                                           |
| Over the River and Through the Wood / She'll Be Coming 'Round the Mountain | Lydia Maria Child / Canzone Popolare | I mennoniti di Rosedale                                                               |
| Gangnam Style                                                              | Psy                                  | Nuove Direzioni                                                                       |

### Canto del cigno
| Titolo della canzone         | Artista originale                 | Interpretata da               |
| ---------------------------- | --------------------------------- | ----------------------------- |
| Somethin' Stupid             | Frank Sinatra feat. Nancy Sinatra | Sam Evans e Brittany Pierce   |
| All That Jazz                | Chicago                           | Cassandra July e Rachel Berry |
| Being Good Isn't Good Enough | Hallelujah, Baby!                 | Rachel Berry                  |
| O Holy Night                 | Canzone Popolare                  | Rachel Berry                  |
| Being Alive                  | Company                           | Kurt Hummel                   |
| Don't Dream It's Over        | Crowded House                     | Finn Hudson e Nuove Direzioni |

### Il miracolo di Natale
| Titolo della canzone                   | Artista originale                | Interpretata da                                            |
| -------------------------------------- | -------------------------------- | ---------------------------------------------------------- |
| Feliz Navidad                          | José Feliciano                   | Artie Abrams                                               |
| White Christmas                        | Michael Bublé feat. Shania Twain | Blaine Anderson e Kurt Hummel                              |
| Hannukah Oh Hannukah                   | Barenaked Ladies                 | Jake Puckerman e Noah Puckerman                            |
| Jingle Bell Rock                       | Bobby Helms                      | Sam Evans                                                  |
| The First Noël                         | Canzone Popolare                 | Marley Rose                                                |
| Have Yourself a Merry Little Christmas | Judy Garland                     | Finn Hudson, Noah Puckerman, Kurt Hummel e Nuove Direzioni |
| Silent Night                           | Canzone Popolare                 | Santana Lopez                                              |
| Joy to the World                       | Canzone Popolare                 | Wade "Unique" Adams con le Nuove Direzioni                 |
| I'll Be Home For Christmas             | Bing Crosby                      | Rachel Berry Personaggi di Glee#Wade Adams                 |
| Happy Xmas (War Is Over)               | John Lennon & Yōko Ono           | Finn Hudson con le Nuove Direzioni                         |

### Sadie Hawkins
| Titolo della canzone         | Artista originale                                 | Interpretata da                                                  |
| ---------------------------- | ------------------------------------------------- | ---------------------------------------------------------------- |
| I Don't Know How to Love Him | Jesus Christ Superstar                            | Tina Cohen-Chang                                                 |
| Baby Got Back                | Sir Mix-a-Lot (Arrangiamento di Jonathan Coulton) | Adam e Apples                                                    |
| Tell Him                     | The Exciters                                      | Ragazze delle Nuove Direzioni                                    |
| No Scrubs                    | TLC                                               | Artie Abrams, Blaine Anderson, Ryder Lynn, Sam Evans e Joe Hart. |
| Locked Out of Heaven         | Bruno Mars                                        | Ragazze delle Nuove Direzioni                                    |
| I Only Have Eyes for You     | The Flamingos                                     | Ryder Lynn, Artie Abrams e Joe Hart.                             |

### Mettersi a nudo
| Titolo della canzone                               | Artista originale         | Interpretata da                                     |
| -------------------------------------------------- | ------------------------- | --------------------------------------------------- |
| Torn                                               | Natalie Imbruglia         | Rachel Berry                                        |
| Centerfold / Hot in Herre                          | The J. Geils Band / Nelly | Sam Evans, Jake Puckerman, Ryder Lynn e Kitty Wilde |
| A Thousand Years, Pt. 2                            | Christina Perri           | Marley Rose e Jake Puckerman                        |
| Let Me Love You (Until You Learn to Love Yourself) | Ne-Yo                     | Jake Puckerman                                      |
| Love Song                                          | Sara Bareilles            | Rachel Berry, Santana Lopez e Quinn Fabray          |
| This Is the New Year                               | A Great Big World         | Nuove Direzioni                                     |

### Una vera Diva
| Titolo della canzone        | Artista originale                 | Interpretata da                                                                                    |
| --------------------------- | --------------------------------- | -------------------------------------------------------------------------------------------------- |
| Diva                        | Beyoncé                           | Brittany Pierce, Wade "Unique" Adams, Tina Cohen-Chang, Blaine Anderson, Marley Rose e Kitty Wilde |
| Don't Stop Me Now           | Queen                             | Blaine Anderson                                                                                    |
| Nutbush City Limits         | Ike & Tina Turner                 | Santana Lopez                                                                                      |
| Make No Mistake, She's Mine | Barbra Streisand feat. Kim Carnes | Santana Lopez e Sam Evans                                                                          |
| Bring Him Home              | Les Misérables                    | Kurt Hummel e Rachel Berry                                                                         |
| Hung Up                     | Madonna                           | Tina Cohen-Chang                                                                                   |
| Girl On Fire                | Alicia Keys                       | Santana Lopez                                                                                      |

### Lo voglio
| Titolo della canzone        | Artista originale               | Interpretata da |
| --------------------------- | ------------------------------- | --- |
| You're All I Need to Get By | Marvin Gaye feat. Tammi Terrell | Jake Puckerman e Marley Rose |
| Getting Married Today       | Company                         | Will Schuester, Emma Pillsbury e Mercedes Jones                                                                                                   |
| Just Can't Get Enough       | Depeche Mode                    | Blaine Anderson e Kurt Hummel |
| We've Got Tonight           | Bob Seger                       | Finn Hudson, Rachel Berry, Kurt Hummel, Blaine Anderson, Marley Rose, Jake Puckerman, Quinn Fabray, Santana Lopez, Artie Abrams e Betty Pillsbury |
| Anything Could Happen       | Ellie Goulding                  | Nuove Direzioni |

### Come nei film
| Titolo della canzone                                                   | Artista originale                                 | Interpretata da                                                                                |
| ---------------------------------------------------------------------- | ------------------------------------------------- | ---------------------------------------------------------------------------------------------- |
| You're All the World to Me                                             | Fred Astaire                                      | Will Schuester e Emma Pillsbury                                                                |
| Shout                                                                  | The Isley Brothers                                | Nuove Direzioni                                                                                |
| Come What May                                                          | Moulin Rouge                                      | Kurt Hummel e Blaine Anderson                                                                  |
| Old Time Rock & Roll / Danger Zone                                     | Bob Seger / Kenny Loggins                         | Artie Abrams, Blaine Anderson, Sam Evans, Joseph Hart, Jake Puckerman e Ryder Lynn             |
| Sparkling Diamonds (Diamonds Are a Girl's Best Friend / Material Girl) | Moulin Rouge (Gentlemen Prefer Blondes / Madonna) | Wade "Unique" Adams, Tina Cohen-Chang, Marley Rose, Brittany Pierce, Sugar Motta e Kitty Wilde |
| In Your Eyes                                                           | Peter Gabriel                                     | Will Schuester e Nuove Direzioni                                                               |
| Unchained Melody                                                       | Todd Duncan                                       | Jake Puckerman e Ryder Lynn                                                                    |
| Footloose                                                              | Kenny Loggins                                     | Nuove Direzioni                                                                                |

### Faida
| Titolo della canzone             | Artista originale          | Interpretata da                  |
| -------------------------------- | -------------------------- | -------------------------------- |
| How To Be a Heartbraker          | Marina and the Diamonds    | Rachel Berry e Brody Weston      |
| The Bitch Is Back / Dress You Up | Elton John / Madonna       | Ryder Lynn e Wade "Unique" Adams |
| Cold Hearted                     | Paula Abdul                | Santana Lopez                    |
| Bye Bye Bye / I Want It That Way | NSYNC / Backstreet Boys    | Will Schuester e Finn Hudson     |
| I Still Believe / Super Bass     | Mariah Carey / Nicki Minaj | Blaine Anderson e Sue Sylvester  |
| Closer                           | Tegan and Sara             | Ryder Lynn e Jake Puckerman      |

### Passioni segrete
| Titolo della canzone                     | Artista originale | Interpretata da                                                                   |
| ---------------------------------------- | ----------------- | --------------------------------------------------------------------------------- |
| Wake Me Up Before You Go-Go              | Wham!             | Nuove Direzioni                                                                   |
| Copacabana                               | Barry Manilow     | Sam Evans                                                                         |
| Against All Odds (Take a Look at Me Now) | Phil Collins      | Blaine Anderson                                                                   |
| Wannabe                                  | Spice Girls       | Wade "Unique" Adams, Tina Cohen-Chang, Marley Rose, Brittany Pierce e Kitty Wilde |
| My Prerogative                           | Bobby Brown       | Jake Puckerman                                                                    |
| Creep                                    | Radiohead         | Rachel Berry e Brody Weston                                                       |
| Mamma Mia                                | ABBA              | Rachel Berry, Kurt Hummel, Santana Lopez e Nuove Direzioni                        |

### Colpo al cuore
| Titolo della canzone | Artista originale | Interpretata da                                    |
| -------------------- | ----------------- | -------------------------------------------------- |
| Your Song            | Elton John        | Ryder Lynn                                         |
| More Than Words      | Extreme           | Brittany Pierce e Sam Evans con le Nuove Direzioni |
| Say                  | John Mayer        | Nuove Direzioni                                    |

### Originale
| Titolo della canzone                        | Artista originale | Interpretata da                                               |
| ------------------------------------------- | ----------------- | ------------------------------------------------------------- |
| Next to Me                                  | Emeli Sandé       | Rachel Berry e Shelby Corcoran                                |
| (You Gotta) Fight for Your Right (to Party) | Beastie Boys      | Finn Hudson e Noah Puckerman                                  |
| You Have More Friend Than You Know          | Glee Cast         | Marley Rose, Blaine Anderson, Sam Evans e Wade "Unique" Adams |
| Don't Stop Believin'                        | Journey           | Rachel Berry con i Diplomati                                  |
| Outcast                                     | Glee Cast         | Nuove Direzioni                                               |

### Luci sul passato
| Titolo della canzone            | Artista originale          | Interpretata da                                            |
| ------------------------------- | -------------------------- | ---------------------------------------------------------- |
| The Star-Spangled Banner        | Inno Stati Uniti d'America | Frida Romero                                               |
| You've Lost That Lovin' Feelin' | The Righteous Brothers     | Sam Evans e Ryder Lynn                                     |
| Everybody Hurts                 | R.E.M.                     | Ryder Lynn                                                 |
| We Will Rock You                | Queen                      | Nuove Direzioni                                            |
| Little Girls                    | Annie                      | Sue Sylvester                                              |
| At the Ballet                   | A Chorus Line              | Santana Lopez, Kurt Hummel, Rachel Berry e Isabelle Wright |
| The Longest Time                | Billy Joel                 | Nuove Direzioni                                            |

### Wonder-ful
| Titolo della canzone                | Artista originale | Interpretata da                                                           |
| ----------------------------------- | ----------------- | ------------------------------------------------------------------------- |
| Signed, Sealed, Delivered I'm Yours | Stevie Wonder     | Kitty Wilde                                                               |
| Superstition                        | Stevie Wonder     | Mercedes Jones e Nuove Direzioni                                          |
| You Are the Sunshine of My Life     | Stevie Wonder     | Kurt Hummel, Tina Cohen-Chang, Marley Rose, Kitty Wilde                   |
| I Wish                              | Stevie Wonder     | Mike Chang e Jake Puckerman                                               |
| Uptight (Everything's Alright)      | Stevie Wonder     | Cassandra July                                                            |
| Higher Ground                       | Stevie Wonder     | Mercedes Jones                                                            |
| For Once in My Life                 | Stevie Wonder     | Mike Chang, Kurt Hummel, Mercedes Jones, Will Schuester e Nuove Direzioni |

### Tutto o niente
| Titolo della canzone | Artista originale          | Interpretata da   |
| -------------------- | -------------------------- | ----------------- |
| To Love You More     | Céline Dion                | Rachel Berry      |
| Rainbow Connection   | Kermit la Rana             | The Waffletoots   |
| Clarity              | Zedd feat. Foxes           | Gli Indianatomici |
| Wings                | Little Mix                 | Gli Indianatomici |
| Hall of Fame         | The Script feat. will.i.am | Nuove Direzioni   |
| I Love It            | Icona Pop feat. Charli XCX | Nuove Direzioni   |
| All or Nothing       | Glee Cast                  | Nuove Direzioni   |

## Quinta stagione

### Love, love, love
| Titolo della canzone              | Artista originale | Interpretata da                                                                                      |
| --------------------------------- | ----------------- | --- |
| Yesterday                         | The Beatles       | Rachel Berry                                                                                         |
| Drive My Car                      | The Beatles       | Artie Abrams, Kitty Wilde                                                                            |
| Got to Get You into My Life       | The Beatles       | Kurt Hummel, Blaine Anderson                                                                         |
| You've Got to Hide Your Love Away | The Beatles       | Kitty Wilde e Artie Abrams                                                                           |
| Help!                             | The Beatles       | Blaine Anderson, Sam Evans e Nuove Direzioni, Vocal Adrenaline, Gli Usignoli e Haverbrook Deaf Choir |
| A Hard Day's Night                | The Beatles       | Rachel Berry, Santana Lopez                                                                          |
| I Saw Her Standing There          | The Beatles       | Blaine Anderson, Sam Evans, Jake Puckerman, Ryder Linn                                               |
| All You Need Is Love              | The Beatles       | Blaine Anderson e Nuove Direzioni, Vocal Adrenaline, Gli Usignoli e Haverbrook Deaf Choir            |

### La rivincita di Tina
| Titolo della canzone                  | Artista originale | Interpretata da                                               |
| ------------------------------------- | ----------------- | ------------------------------------------------------------- |
| Revolution                            | The Beatles       | Tina Cohen-Chang                                              |
| Get Back                              | The Beatles       | Kurt Hummel, Rachel Berry e gli studenti della NYADA          |
| Something                             | The Beatles       | Sam Evans, Ryder Lynn e Jake Puckerman                        |
| Here Comes the Sun                    | The Beatles       | Dani e Santana Lopez                                          |
| Sgt. Pepper's Lonely Hearts Club Band | The Beatles       | Jake Puckerman, Ryder Lynn, Wade "Unique" Adams e Marley Rose |
| Hey Jude                              | The Beatles       | Le Nuove Direzioni                                            |
| Let it be                             | The Beatles       | Rachel Berry, Santana Lopez, Kurt Hummel e Le Nuove Direzioni |

### Addio, Finn
| Titolo della canzone  | Artista originale | Interpretata da                                                                                               |
| --------------------- | ----------------- | --- |
| Seasons of Love       | Rent              | Kurt Hummel, Mercedes Jones, Santana Lopez, Noah Puckerman, Tina Cohen-Chang, Mike Chang e Le Nuove Direzioni |
| I'll Stand by You     | The Pretenders    | Mercedes Jones                                                                                                |
| Fire and Rain         | James Taylor      | Artie Abrams e Sam Evans                                                                                      |
| If I Die Young        | The Band Perry    | Santana Lopez                                                                                                 |
| No Surrender          | Bruce Springsteen | Noah Puckerman                                                                                                |
| Make You Feel My Love | Bob Dylan         | Rachel Berry                                                                                                  |

### Katy contro Gaga
| Titolo della canzone | Artista originale | Interpretata da                                                                                 |
| -------------------- | ----------------- | ----------------------------------------------------------------------------------------------- |
| Marry the Night      | Lady Gaga         | Elliot "Starchild" Gilbert                                                                      |
| Applause             | Lady Gaga         | Sam Evans, Marley Rose, Artie Abrams, Ryder Lynn e Blaine Anderson                              |
| Wide Awake           | Katy Perry        | Tina Cohen-Chang, Wade 'Unique' Adams, Jake Puckerman e Kitty Wilde                             |
| Roar                 | Katy Perry        | Kurt Hummel, Santana Lopez, Rachel Berry, Dani, Elliot "Starchild" Gilbert e Le Nuove Direzioni |

### La fine del Twerk
| Titolo della canzone    | Artista originale                           | Interpretata da                                                      |
| ----------------------- | ------------------------------------------- | -------------------------------------------------------------------- |
| You Are Woman, I Am Man | Funny Girl                                  | Rachel Berry e Paolo                                                 |
| Blurred Lines           | Robin Thicke feat. T.I. & Pharrell Williams | Artie Abrams, Kitty Wilde, Jake Puckerman, Will Schuester e Cheerios |
| If I Were a Boy         | Beyoncé                                     | Wade 'Unique' Adams                                                  |
| Wrecking Ball           | Miley Cyrus                                 | Marley Rose                                                          |
| On Our Way              | The Royal Concept                           | Nuove Direzioni                                                      |

### Progetti
| Titolo della canzone        | Artista originale | Interpretata da                                                       |
| --------------------------- | ----------------- | --------------------------------------------------------------------- |
| Movin' Out (Anthony's Song) | Billy Joel        | Blaine Anderson, Sam Evans e le Nuove Direzioni                       |
| Piano Man                   | Billy Joel        | Blaine Anderson                                                       |
| My Life                     | Billy Joel        | Jake Puckerman e le Cheerios                                          |
| Honesty                     | Billy Joel        | Artie Abrams                                                          |
| An Innocent Man             | Billy Joel        | Ryder Lynn                                                            |
| Just the Way You Are        | Billy Joel        | Kurt Hummel, Blaine Anderson, Sam Evans, Rachel Berry e Santana Lopez |
| You May Be Right            | Billy Joel        | Will Schuester, le Nuove Direzioni                                    |

### Il burattinaio
| Titolo della canzone             | Artista originale | Interpretata da                           |
| -------------------------------- | ----------------- | ----------------------------------------- |
| Into the Groove                  | Madonna           | I Pamela Landsbury                        |
| You're My Best Friend            | Queen             | Blaine Anderson e Nuove Direzioni         |
| Nasty / Rhythm Nation            | Janet Jackson     | Jake Puckerman, Marley Rose e le Cheerios |
| Cheek to Cheek                   | Fred Astaire      | Will Schuester e Sue Sylvester            |
| The Fox (What Does the Fox Say?) | Ylvis             | Le Nuove Direzioni e i Pamela Landsbury   |

### Intanto, lo scorso Natale...
| Titolo della canzone              | Artista originale                 | Interpretata da                                                            |
| --------------------------------- | --------------------------------- | -------------------------------------------------------------------------- |
| Joy to the World                  | Canzone Popolare                  | Blaine Anderson                                                            |
| Here Comes Santa Claus            | Bing Crosby feat. Andrews Sisters | Kurt Hummel, Santana Lopez, Rachel Berry e gli elfi del centro commerciale |
| Rockin' Around the Christmas Tree | Brenda Lee                        | Nuove Direzioni                                                            |
| O Christmas Tree                  | Canzone Popolare                  | Nuove Direzioni                                                            |
| Mary's Boy Child                  | Boney M.                          | Marley Rose, Wade "Unique" Adams e Tina Cohen-Chang                        |
| Christmas Don't Be Late           | Alvin e i Chipmunk                | Rachel Berry, Kurt Hummel, Santana Lopez e Cody Tolentino                  |
| Love Child                        | Diana Ross & The Supremes         | Le Nuove Direzioni tranne Kitty Wilde                                      |
| Away in a Manger                  | Canzone Popolare                  | Rachel Berry, Santana Lopez, Kurt Hummel e Le Nuove Direzioni              |

### Amici-Nemici
| Titolo della canzone                  | Artista originale                | Interpretata da                                                      |
| ------------------------------------- | -------------------------------- | -------------------------------------------------------------------- |
| Whenever I Call You Friend            | Stevie Nicks feat. Kenny Loggins | Artie Abrams, Tina Cohen-Chang e Le Nuove Direzioni                  |
| Brave                                 | Sara Bareilles                   | Rachel Berry e Santana Lopez                                         |
| My Lovin' (You're Never Gonna Get It) | En Vogue                         | Artie Abrams, Tina Cohen-Chang, Will Schuester e Le Nuove Direzioni  |
| Beautiful Dreamer                     | Stephen Foster                   | Audizione Donna                                                      |
| Don't Rain on My Parade               | Funny Girl                       | Santana Lopez                                                        |
| I Believe in a Thing Called Love      | The Darkness                     | Kurt Hummel e Elliot "Starchild" Gilbert                             |
| Every Breath You Take                 | The Police                       | Rachel Berry e Santana Lopez                                         |
| Breakaway                             | Kelly Clarkson                   | Artie Abrams, Tina Cohen-Chang, Blaine Anderson e Le Nuove Direzioni |

### Trio
| Titolo della canzone        | Artista originale | Interpretata da |
| --------------------------- | ----------------- | --- |
| Jumpin' Jumpin'             | Destiny's Child   | Blaine Anderson, Tina Cohen-Chang e Sam Evans                                                                                           |
| Barracuda                   | Heart             | Rachel Berry e Elliot "Starchild" Gilbert                                                                                               |
| Don't You (Forget About Me) | Simple Minds      | Sam Evans, Blaine Anderson e Tina Cohen-Chang                                                                                           |
| Danny's Song                | Loggins e Messina | Will Schuester e Emma Pillsbury |
| Gloria                      | Laura Branigan    | Santana Lopez, Rachel Berry e Elliot "Starchild" Gilbert                                                                                |
| The Happening               | The Supremes      | Kurt Hummel, Dani e Elliot "Starchild" Gilbert                                                                                          |
| Hold On                     | Wilson Phillips   | Tina Cohen-Chang, Blaine Anderson, Artie Abrams, Sam Evans, Kurt Hummel, Rachel Berry, Santana Lopez, Elliot "Starchild" Gilbert e Dani |

### La Città degli Angeli
| Titolo della canzone                       | Artista originale  | Interpretata da                  |
| ------------------------------------------ | ------------------ | -------------------------------- |
| I Love L.A.                                | Randy Newman       | Will Schuester e Nuove Direzioni |
| Vacation                                   | The Go-Go's        | Le Amazonians                    |
| Mr. Roboto / Counting Stars                | Styx / OneRepublic | Le Gole Esplosive                |
| More Than a Feeling                        | Boston             | Nuove Direzioni                  |
| America                                    | Neil Diamond       | Nuove Direzioni                  |
| I Still Haven't Found What I'm Looking For | U2                 | Nuove Direzioni                  |

### Una settimana d'addio
| Titolo della canzone | Artista originale | Interpretata da                                                                |
| -------------------- | ----------------- | ------------------------------------------------------------------------------ |
| Raise Your Glass     | Pink (cantante)   | Will Schuester e April Rhodes                                                  |
| Toxic                | Britney Spears    | Santana Lopez, Brittany Pierce e Quinn Fabray                                  |
| Defying Gravity      | Wicked            | Rachel Berry, Kurt Hummel e Mercedes Jones                                     |
| Valerie              | Amy Winehouse     | Santana Lopez, Brittany Pierce                                                 |
| Keep Holding On      | Avril Lavigne     | Noah Puckerman                                                                 |
| Happy                | Pharrell Williams | Holly Holliday, April Rhodes, Will Schuester, Blaine Anderson e Mercedes Jones |

### Addio, glee club!
| Titolo della canzone       | Artista originale            | Interpretata da                                                                              |
| -------------------------- | ---------------------------- | -------------------------------------------------------------------------------------------- |
| I Am Changing              | Dreamgirls                   | Kurt Hummel e Mercedes Jones                                                                 |
| Party All the Time         | Eddie Murphy                 | Holly Holliday e Nuove Direzioni                                                             |
| Loser Like Me              | Glee Cast                    | Blaine Anderson, Sam Evans, Artie Abrams e Tina Cohen-Chang                                  |
| Be Okay                    | Oh Honey                     | Rachel Berry e Santana Lopez                                                                 |
| Just Give Me a Reason      | Pink (cantante) e Nate Ruess | Quinn Fabray e Noah Puckerman                                                                |
| Don't Stop Believin'       | Journey                      | Rachel Berry, Kurt Hummel, Artie Abrams, Blaine Anderson, Tina Cohen-Chang e Nuove Direzioni |
| Total Eclipse of the Heart | Bonnie Tyler                 | April Rhodes e Will Schuester                                                                |

### Nuova vita a New York
| Titolo della canzone      | Artista originale | Interpretata da                                                      |
| ------------------------- | ----------------- | -------------------------------------------------------------------- |
| Downtown                  | Petula Clark      | Artie Abrams, Blaine Anderson, Kurt Hummel, Rachel Berry e Sam Evans |
| You Make Me Feel So Young | Frank Sinatra     | Blaine Anderson e Kurt Hummel                                        |
| Best Day of My Life       | American Authors  | Blaine Anderson e Sam Evans                                          |
| Rockstar                  | A Great Big World | Elliott "Starchild" Gilbert e Kurt Hummel                            |
| Glitter Rock Vampire      | Glee Cast         | Blaine Anderson e Elliott "Starchild" Gilbert                        |
| Don't Sleep in the Subway | Petula Clark      | Artie Abrams e Rachel Berry                                          |
| People                    | Funny Girl        | Rachel Berry                                                         |

### Il coraggio di rischiare
| Titolo della canzone                    | Artista originale | Interpretata da                             |
| --------------------------------------- | ----------------- | ------------------------------------------- |
| No One Is Alone                         | Into the Woods    | Blaine Anderson, Kurt Hummel e Rachel Berry |
| You Make Me Feel Like (A Natural Woman) | Aretha Franklin   | Mercedes Jones                              |
| Broadway Baby                           | Follies           | Rachel Berry e Blaine Anderson              |
| Not While I’m Around                    | Sweeney Todd      | Blaine Anderson                             |
| ColorBlind                              | Amber Riley       | Mercedes Jones                              |
| I’m Still Here                          | Follies           | Kurt Hummel                                 |

### Il test
| Titolo della canzone        | Artista originale | Interpretata da               |
| --------------------------- | ----------------- | ----------------------------- |
| Addicted to Love            | Robert Palmer     | Artie Abrams                  |
| I Want to Know What Love Is | Foreigner         | Mercedes Jones                |
| Love Is a Battlefield       | Pat Benatar       | Kurt Hummel e Blaine Anderson |
| Let's Wait Awhile           | Janet Jackson     | Artie Abrams e Mercedes Jones |

### La sera della prima
| Titolo della canzone  | Artista originale | Interpretata da                              |
| --------------------- | ----------------- | -------------------------------------------- |
| Lovefool              | The Cardigans     | Rachel Berry                                 |
| N.Y.C.                | Annie             | Sue Sylvester e Will Schuester               |
| I'm the Greatest Star | Funny Girl        | Rachel Berry                                 |
| Who Are You Now?      | Funny Girl        | Rachel Berry e Sue Sylvester                 |
| Pumpin' Blood         | NONONO            | Rachel Berry, Santana Lopez e Mercedes Jones |

### Alternative
| Titolo della canzone | Artista originale | Interpretata da                 |
| -------------------- | ----------------- | ------------------------------- |
| Wake Me Up           | Avicii            | Rachel Berry                    |
| Doo Wop (That Thing) | Lauryn Hill       | Mercedes Jones e Santana Lopez  |
| Story of My Life     | One Direction     | Blaine Anderson e Kurt Hummel   |
| Piece of My Heart    | Janis Joplin      | Blaine Anderson e June Dolloway |
| The Rose             | Bette Midler      | Rachel Berry                    |

### Una buona causa
| Titolo della canzone | Artista originale | Interpretata da                                                                                             |
| -------------------- | ----------------- | --- |
| I Melt with You      | Modern English    | Sam Evans, Rachel Berry e Mercedes Jones                                                                    |
| Memory               | Cats              | Kurt Hummel e Maggie Banks                                                                                  |
| Werewolves of London | Warren Zevon      | Artie Abrams e Sam Evans                                                                                    |
| Lucky Star           | Madonna           | Kurt Hummel, Maggie e gli anziani                                                                           |
| Take Me Home Tonight | Eddie Money       | Artie Abrams, Kurt Hummel, Rachel Berry, Blaine Anderson, Sam Evans, Santana Lopez, Mercedes Jones e Maggie |

### Traguardi
| Titolo della canzone | Artista originale | Interpretata da                                                                                      |
| -------------------- | ----------------- | --- |
| Shakin' My Head      | Amber Riley       | Mercedes Jones                                                                                       |
| All of Me            | John Legend       | Blaine Anderson                                                                                      |
| Girls on Film        | Duran Duran       | Sam Evans                                                                                            |
| Glitter in the Air   | Pink (cantante)   | Rachel Berry                                                                                         |
| No Time at All       | Pippin            | Blaine Anderson e June Dolloway                                                                      |
| American Boy         | Estelle           | Blaine Anderson e Kurt Hummel                                                                        |
| Pompeii              | Bastille          | Artie Abrams, Blaine Anderson, Rachel Berry, Brittany Pierce, Mercedes Jones, Sam Evans, Kurt Hummel |

## Sesta stagione

### Ritorno a Lima
| Titolo della canzone | Artista originale      | Interpretata da                |
| -------------------- | ---------------------- | ------------------------------ |
| Uninvited            | Alanis Morissette      | Rachel Berry                   |
| Suddenly Seymour     | Little Shop of Horrors | Blaine Anderson e Rachel Berry |
| Sing                 | Ed Sheeran             | Blaine Anderson e gli Usignoli |
| Dance The Night Away | Van Halen              | Vocal Adrenaline               |
| Let It Go            | Frozen                 | Rachel Berry                   |

### Nuove reclute
| Titolo della canzone | Artista originale                    | Interpretata da                                             |
| -------------------- | ------------------------------------ | ----------------------------------------------------------- |
| Viva Voce            | The Rocketboys                       | Roderick                                                    |
| Take on Me           | A-ha                                 | Diplomati                                                   |
| Tightrope            | Janelle Monàe feat. Big Boi          | Jane e gli Usignoli                                         |
| Problem              | Ariana Grande feat. Iggy Azalea      | Artie Abrams, Brittany Pierce, Quinn Fabray e Santana Lopez |
| Mustang Sally        | Wilson Pickett                       | Roderick con Quinn Fabray, Brittany Pierce e Santana Lopez  |
| Home                 | Edward Sharpe and the Magnetic Zeros | Diplomati e Nuove Direzioni                                 |

### Pillole di verità
| Titolo della canzone                             | Artista originale               | Interpretata da                 |
| ------------------------------------------------ | ------------------------------- | ------------------------------- |
| It's Too Late                                    | Carole King                     | Kurt Hummel e Blaine Anderson   |
| Hand in My Pocket / I Feel the Earth Move        | Alanis Morissette / Carole King | Brittany Pierce e Santana Lopez |
| Will You Still Love Me Tomorrow / Head Over Feet | Carole King / Alanis Morissette | Jane e Mason                    |
| So Far Away                                      | Carole King                     | Tina Cohen-Chang e Quinn Fabray |
| You Learn / You've Got a Friend                  | Alanis Morissette / Carole King | Diplomati e Nuove Direzioni     |

### Prove aperte - 1ª parte
| Titolo della canzone | Artista originale | Interpretata da          |
| -------------------- | ----------------- | ------------------------ |
| Bitch                | Meredith Brooks   | Sue Sylvester            |
| A Thousand Miles     | Vanessa Carlton   | Sam Evans e Rachel Berry |
| Rock Lobster         | The B-52's        | Vocal Adrenaline         |
| Whip It              | Devo              | Vocal Adrenaline         |

### Prove aperte - 2ª parte
| Titolo della canzone              | Artista originale | Interpretata da |
| --------------------------------- | ----------------- | --------------- |
| My Sharona                        | The Knack         | Gli Usignoli    |
| You Spin Me Round (like a Record) | Dead or Alive     | Gli Usignoli    |
| It Must Have Been Love            | Roxette           | Nuove Direzioni |
| Father Figure                     | George Michael    | Nuove Direzioni |
| All Out of Love                   | Air Supply        | Nuove Direzioni |

### Serve solo l'amore
| Titolo della canzone             | Artista originale   | Interpretata da |
| -------------------------------- | ------------------- | --- |
| I'll Never Fall in Love Again    | Promises Promises   | Rachel Berry e Sam Evans |
| Baby It's You                    | The Shirelles       | Mercedes Jones, Brittany Pierce, Rachel Berry e Santana Lopez                                                                                            |
| Wishin' And Hoping               | Dionne Warwick      | Brittany Pierce, Blaine Anderson, Artie Abrams e Sam Evans                                                                                               |
| Arthur's Theme                   | Christopher Cross   | Blaine Anderson, Artie Abrams, Kurt Hummel, Sam Evans, Roderick, Spencer Porter e Mason McCarthy                                                         |
| (They Long to Be) Close to You   | Richard Chamberlain | Sam Evans |
| Promises, Promises               | Promises Promises   | Rachel Berry |
| Alfie                            | Cilla Black         | Santana Lopez con le Nuove Direzioni e i diplomati |
| What the World Needs Now Is Love | Jackie DeShannon    | Mercedes Jones, Brittany Pierce, Rachel Berry, Santana Lopez, Blaine Anderson, Artie Abrams, Sam Evans, Kurt Hummel, Will Schuester e le Nuove Direzioni |

### Transizioni
| Titolo della canzone     | Artista originale                          | Interpretata da                                                  |
| ------------------------ | ------------------------------------------ | ---------------------------------------------------------------- |
| You Give Love a Bad Name | Bon Jovi                                   | Vocal Adrenaline                                                 |
| Same Love                | Macklemore & Ryan Lewis feat. Mary Lambert | Will Schuester e Wade "Unique" Adams                             |
| All About That Bass      | Meghan Trainor                             | Mercedes Jones e Roderick                                        |
| Somebody Loves You       | Betty Who                                  | Blaine Anderson e Kurt Hummel                                    |
| Time After Time          | Cyndi Lauper                               | Rachel Berry e Sam Evans                                         |
| I Know Where I've Been   | Hairspray                                  | Wade "Unique" Adams con il Coro di Transessuali e Sheldon Beiste |

### Le nozze dell'anno
| Titolo della canzone | Artista originale    | Interpretata da                                                                           |
| -------------------- | -------------------- | ----------------------------------------------------------------------------------------- |
| At Last              | Etta James           | Artie Abrams e Mercedes Jones                                                             |
| Hey Ya!              | OutKast              | Artie Abrams con Jane Hayward, Madison McCarthy e gli ospiti del matrimonio               |
| I'm So Excited       | The Pointer Sister   | Le Note Moleste con Carole Hudson-Hummel, Maribel Lopez, Pam Anderson e Whitney S. Pierce |
| Our Day Will Come    | Ruby & The Romantics | Santana Lopez, Brittany Pierce, Blaine Anderson e Kurt Hummel                             |

### Bar Mitzvah
| Titolo della canzone | Artista originale            | Interpretata da                                                                             |
| -------------------- | ---------------------------- | ------------------------------------------------------------------------------------------- |
| Lose My Breath       | Destiny's Child              | Myron Muskovitz                                                                             |
| Friday I'm in Love   | The Cure                     | Spencer Porter con le Nuove Direzioni                                                       |
| I Want to Break Free | Queen                        | Mason McCarthy                                                                              |
| Uptown Funk          | Mark Ronson feat. Bruno Mars | Nuove Direzioni                                                                             |
| Break Free           | Ariana Grande feat. Zedd     | Rachel Berry, Sam Evans, Sheldon Beiste, Sue Sylvester, Will Schuester e le Nuove Direzioni |
| Cool Kids            | Echosmith                    | Nuove Direzioni                                                                             |

### Ascesa e declino di Sue Sylvester
| Titolo della canzone | Artista originale              | Interpretata da                 |
| -------------------- | ------------------------------ | ------------------------------- |
| Rather Be            | Clean Bandit feat. Jess Glynne | Nuove Direzioni                 |
| The Trolley Song     | Incontriamoci a Saint Louis    | Doris Sylvester e Sue Sylvester |
| Far From Over        | Frank Stallone                 | Vocal Adrenaline                |
| The Final Countdown  | Europe                         | Sue Sylvester e Will Schuester  |
| Rise                 | Glee Cast                      | Nuove Direzioni                 |

### Il nostro glee club
| Titolo della canzone | Artista originale | Interpretata da                |
| -------------------- | ----------------- | ------------------------------ |
| Listen to Your Heart | Roxette           | Jesse St. James e Rachel Berry |
| Broken Wings         | Mr. Mister        | The Falconers                  |
| We Built This City   | Starship          | Vocal Adrenaline               |
| Mickey               | Toni Basil        | Vocal Adrenaline               |
| Take Me to Church    | Hozier            | Le Nuove Direzioni             |
| Chandelier           | Sia               | Le Nuove Direzioni             |
| Come Sail Away       | Styx              | Le Nuove Direzioni             |

### 2009
| Titolo della canzone | Artista originale   | Interpretata da                       |
| -------------------- | ------------------- | ------------------------------------- |
| Popular              | Wicked              | Kurt Hummel e Rachel Berry            |
| Mr Cellophane        | Chicago             | Kurt Hummel                           |
| I'm His Child        | Zella Jackson Price | Mercedes Jones e il coro della chiesa |
| I Kissed a Girl      | Katy Perry          | Tina Cohen-Chang                      |
| Pony                 | Ginuwine            | Artie Abrams                          |
| Disco Inferno        | The Trammps         | McKinley High Glee Club - 1993        |
| Don't Stop Believin' | Journey             | Nuove Direzioni                       |

### I sogni si avverano
| Titolo della canzone      | Artista originale            | Interpretata da                       |
| ------------------------- | ---------------------------- | ------------------------------------- |
| Teach Your Children       | Crosby, Stills, Nash & Young | Will Schuester                        |
| Someday We'll Be Together | Diana Ross & The Supremes    | Mercedes Jones e il coro della chiesa |
| The Winner Takes It All   | ABBA                         | Sue Sylvester e Will Schuester        |
| Daydream Believer         | The Monkees                  | Kurt Hummel e Blaine Anderson         |
| This Time                 | Darren Criss                 | Rachel Berry                          |
| I Lived                   | OneRepublic                  | Glee Cast                             |

## Canzoni tagliate

### Canzoni escluse da album ed episodi dopo essere state registrate
| Titolo della canzone                     | Artista originale       | Interpretata da                                           | Tagliato dall'episodio            |
| ---------------------------------------- | ----------------------- | --------------------------------------------------------- | --------------------------------- |
| One                                      | A Chorus Line           | Rhythm Explosion                                          | 1x01 - Voci Fuori Dal Coro        |
| Hello Twelve, Hello Thirteen, Hello Love | A Chorus Line           | Rachel Berry e Jesse St. James                            | 1x14 - Hell-O                     |
| Fergalicious                             | Fergie feat. will.i.am  | Kurt Hummel e Mercedes Jones                              | 1x16 - Casa                       |
| The Impossible Dream (The Quest)         | Man of La Mancha        | Will Schuester                                            | 1x19 - Continua a Sognare         |
| Planet, Schmanet, Janet                  | The Rocky Horror Show   | Carl Howell e Emma Pillsbury                              | 2x05 - The Rocky Horror Glee Show |
| It's 10 AM and I'm Drunk                 | Glee Cast               | April Rhodes                                              | 2x19 - Pettegolezzi               |
| Oklahoma!                                | Oklahoma!               | Sue Sylvester                                             | 3x06 - La Guerra dei Glee Club    |
| Mister Monotony                          | Judy Garland            | Sue Sylvester e Will Schuester                            | 4x03 - Cambio di Look             |
| Dancing on My Own                        | Robyn Dancing on My Own | Brittany Pierce                                           | 4x13 - Una Vera Diva              |
| Getting Better                           | The Beatles             | Rachel Berry, Santana Lopez, Kurt Hummel e Mercedes Jones | 5x01 - Love, Love, Love           |

### Canzoni pianificate ma escluse senza essere registrate
| Titolo della canzone                                               | Artista originale                  | Interpretata da                                                             | Escluso dall'episodio        | Note |
| ------------------------------------------------------------------ | ---------------------------------- | --------------------------------------------------------------------------- | ---------------------------- | --- |
| I Saw Red                                                          | Warrant                            |                                                                             | 1x10 - Canzoni d'Amore       | |
| Tell Him                                                           | Barbra Streisand feat. Céline Dion | Mercedes Jones, Rachel Berry e Tina Cohen-Chang                             | Stagione 1                   | |
| Broken Strings                                                     | James Morrison feat. Nelly Furtado | Finn Hudson, Noah Puckerman, Quinn Fabray e Rachel Berry                    | 1x13 - Le Provinciali        | |
| Justify My Love / Erotica                                          | Madonna                            | Tina Cohen-Chang                                                            | 1x15 - Come Madonna          | |
| Xanadu                                                             | Olivia Newton-John                 | Jesse St. James                                                             | 1x16 - Casa                  | |
| Jimmy                                                              | M.I.A.                             |                                                                             | 1x19 - Continua a Sognare    | |
| Arthur's Theme                                                     | Christopher Cross                  |                                                                             | 2x02 - Britney/Brittany      | Successivamente inserita nel sesto episodio della sesta stagione Serve solo l'amore |
| Meet Me Halfway                                                    | The Black Eyed Peas                | Sunshine Corazone con i Vocal Adrenaline                                    | 2x11 - Gioco di Squadra      | |
| Back In My Arms                                                    | Glee Cast                          | Rachel Berry                                                                | 2x16 - La Nostra Canzone     | |
| How                                                                | Lisa Loeb                          | Rachel Berry                                                                | 2x17 - La Notte dei Negletti | |
| One Night In Bangkok                                               | Murray Head                        | Sandy Ryerson                                                               | 2x17 - La Notte dei Negletti | |
| Pain                                                               | Three Days Grace                   |                                                                             | 2x22 - New York              | |
| Sugar, Sugar                                                       | The Archies                        | Le Note Moleste                                                             | 3x04 - Esprimi un Desiderio  | |
| You Spin Me Round (like a Record) / Do You Really Want to Hurt Me? | Dead or Alive / Culture Club       | Blaine Anderson e Kurt Hummel                                               | 3x05 - La Prima Volta        | You Spin Me Round è stata eseguita dagli Usignoli nel quinto episodio della sesta stagione Prove aperte - 2ª parte |
| Jai Ho / America                                                   | A.R. Rahman / West Side Story      | Mike Chang, Noah Puckerman, Rory Flanagan, Santana Lopez e Tina Cohen-Chang | 3x05 - La Prima Volta        | America è stato eseguito comunque ma non come mash-up |
| Bad Religion                                                       | Frank Ocean                        | Santana Lopez                                                               | 4x04 - Fine di una Storia    | |
| Diamonds Are Forever / Diamonds                                    | Shirley Bassey / Rihanna           | Ragazze delle Nuove Direzioni                                               | 4x15 - Come nei Film         | Le ragazze hanno eseguito comunque un mash-up su Diamonds |
| Maniac                                                             | Michael Sembello                   | Brittany Pierce, Kitty Wilde, Marley Rose e Tina Cohen-Chang                | 4x15 - Come nei Film         | |
| El Tango de Roxanne                                                | Moulin Rouge                       | Brody Weston                                                                | 4x15 - Come nei Film         | |
| I Knew You Were Trouble                                            | Taylor Swift                       | Sam Evans                                                                   | 4x17 - Passioni Segrete      | |
| We Can't Stop                                                      | Miley Cyrus                        | Le Nuove Direzioni e i Pamela Lansbury                                      | 5x07 - Il Burattinaio        | La canzone è stata rimpiazzata da The Fox degli Ylvis |
| Don't You (Forget About Me)                                        | Simple Minds                       | Becky Jackson, Blaine Anderson e Jake Puckerman                             | 5x07 - Il Burattinaio        | La canzone è stata comunque eseguita nel decimo episodio Trio ma da altri ragazzi |
| Vision of Love                                                     | Mariah Carey                       | Elliott "Starchild" Gilbert e Rachel Berry                                  | 5x10 - Trio                  | |
| Dog Days Are Over                                                  | Florence and the Machine           | Holly Holliday                                                              | 5x12 - Una Settimana d'Addio | Il tema della settimana era eseguire una canzone già eseguita. Infatti era già stata eseguita nel nono episodio della seconda stagione. Nell'episodio tuttavia Holly esprime il suo disaccordo rispetto a questo tema. |
| Karma Chameleon                                                    | Culture Club                       | Rachel Berry                                                                | 6x01 - Ritorno a Lima        | |
| So Far Away / You Oughta Know                                      | Carole King / Alanis Morissette    | Tina Cohen-Chang e Quinn Fabray                                             | 6x03 - Pillole di verità     | Le due ragazze cantano solo So Far Away |